# Aytré
Aytré est une commune du Sud-Ouest de la France située dans le département de la Charente-Maritime, en région Nouvelle-Aquitaine. Ses habitants sont appelés les Aytrésiens.
Aytré est bordée par l'océan Atlantique avec sa large baie et sa plage de plus de 2 km. Elle est d'abord et avant tout une cité industrielle avec sa grosse usine de fabrication de matériel ferroviaire (Alstom) et ses deux zones industrielles, c'est une commune résidentielle de la banlieue sud de La Rochelle. Grâce à sa situation de passage obligée et étant bien desservie par des voies de communication modernes, Aytré s'est beaucoup développée devenant de fait la deuxième ville de l'agglomération urbaine de La Rochelle et aussi la cinquième de Charente-Maritime.

## Géographie

### Situation géographique

#### Une commune littorale
La commune d'Aytré se situe dans le nord-ouest du département de la Charente-Maritime, en région Nouvelle-Aquitaine, dans l'ancienne province d'Aunis.
Sur un plan plus général, Aytré est située dans le Sud-Ouest de la France, au centre de la côte atlantique dont elle est riveraine, faisant partie du « Midi atlantique ».
Située au sud de l'agglomération de La Rochelle, Aytré est mitoyenne de La Rochelle dans la partie méridionale de cette dernière.

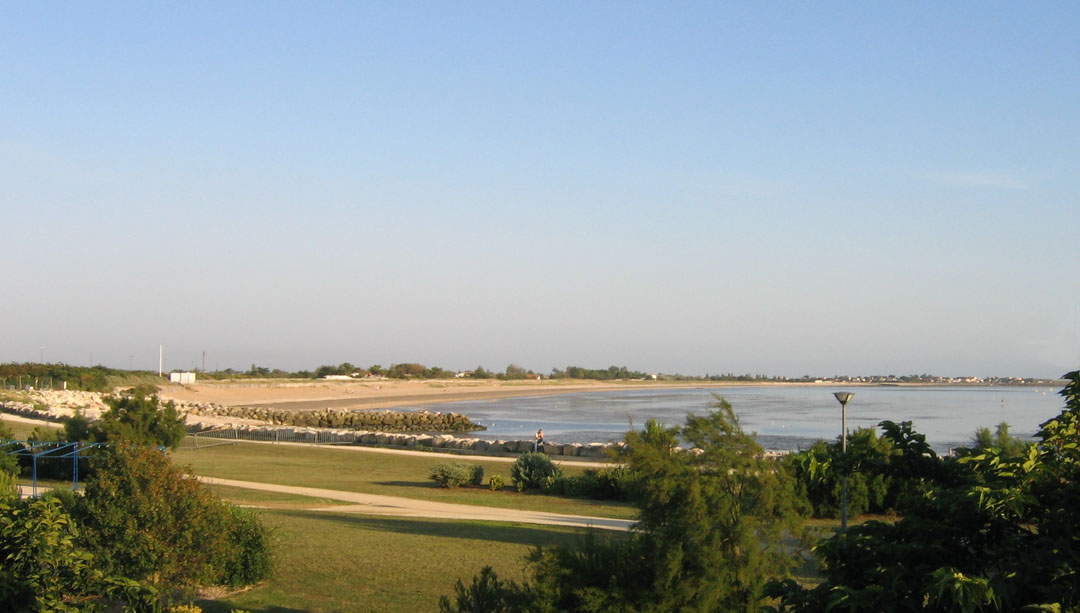
La plage d'Aytré rappelle qu'il s'agit avant tout d'une commune littorale.

Cette petite cité est avant tout une commune littorale, baignée par l'océan Atlantique, où son rivage borde le pertuis d'Antioche, le plus étendu des détroits charentais.
Le littoral de la commune s'étend, au nord, de la pointe de Coureilles (limite de la baie de La Rochelle) à la pointe du Chay, au sud, en limite de la commune voisine d'Angoulins et fait apparaître deux formes littorales, l'une, au nord, est formée de petites falaises et l'autre, au sud, est une baie sableuse.
La côte à falaises calcaires et blanches est occupée par la pointe de Roux, jalonnée de parcs à huîtres à son pied et de quelques carrelets. Elle débouche au sud sur une baie échancrée dénommée « anse de Godechaud ». Cette baie est basse et jalonnée par une longue plage de sable que longe en léger retrait sur une dune peu élevée la voie ferrée qui va de La Rochelle à Rochefort.

#### Une position de carrefour de voies de communication
Aytré occupe une position de carrefour de voies de communication modernes qui en font un lieu de passage incontournable entre La Rochelle et Rochefort ou entre La Rochelle et Surgères.
Elle tient lieu de carrefour routier étant à l'intersection de la N 137 (qui relie Saint-Malo à Bordeaux en passant par La Rochelle) et de la D 939 qui relie La Rochelle à Angoulême via Surgères et Saint-Jean-d'Angély. Le centre-ville est traversé par l'ancienne nationale qui constitue l'entrée sud de La Rochelle quand on vient de Bordeaux, Rochefort ou Royan. Une rocade à 2×2 voies qui contourne l'agglomération traverse également la commune du nord au sud.

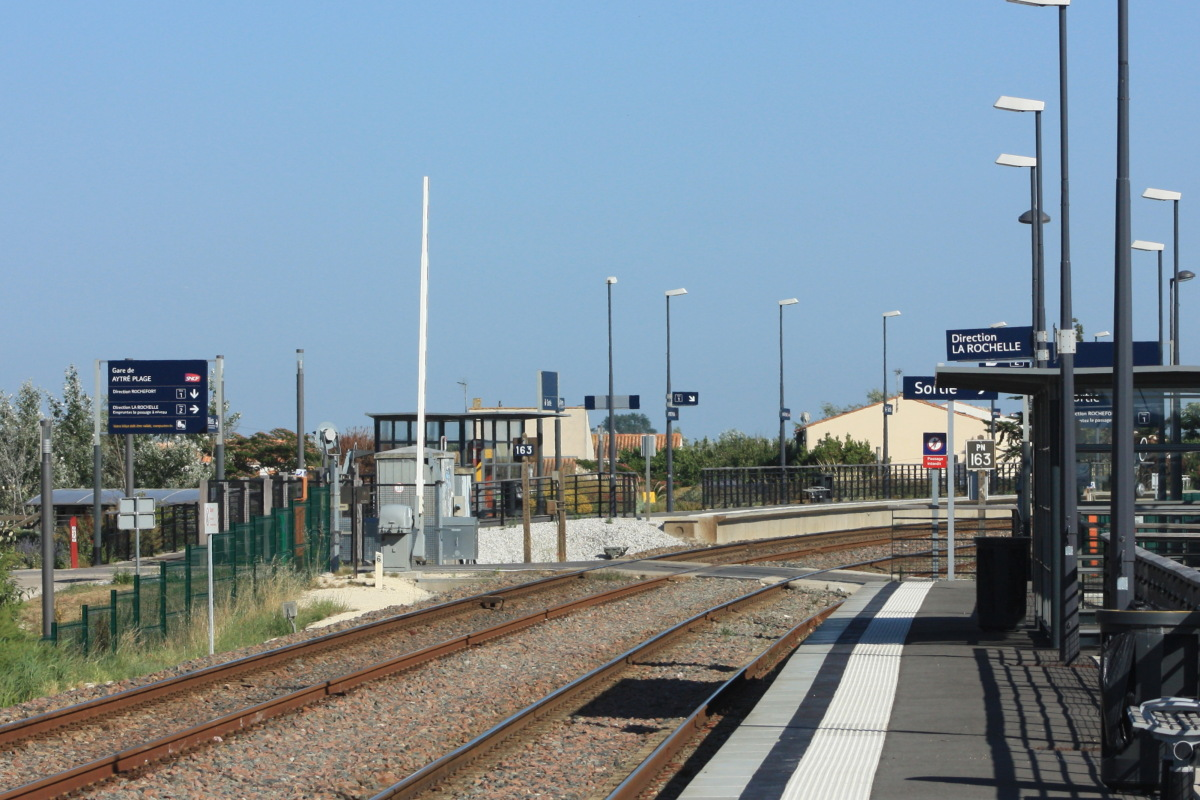
La nouvelle halte d'Aytré-Plage.

Elle est traversée par deux lignes de chemin de fer, l'une au nord de la ville, l'autre à l'ouest où celle-ci longe le littoral. Ces deux voies ferrées se rejoignent dans le quartier de Bongraine, presque en limite de la ville voisine de La Rochelle. Si l'ancienne gare d'Aytré, située près du centre-bourg, a été fermée, une nouvelle halte ferroviaire a été aménagée sur la ligne entre La Rochelle et Rochefort. Cette dernière, la gare d'Aytré-Plage accueille les trains TER et connaît une fréquentation importante.
Aytré est située à 24 kilomètres au nord de Rochefort, à 150 kilomètres au sud de Nantes et à 185 kilomètres au nord de Bordeaux.

#### Lieux-dits, hameaux et écarts
Pratiquement tous les quartiers urbains de la ville sont liés au centre-bourg par une urbanisation continue, soit par le bâti industriel, soit par le bâti résidentiel.
Au nord du centre de la ville sont les quartiers de Bongraine, la Courbe, la Petite Courbe, la Maison Blanche, la Désirée, les Treilles, le Gros Caillou et les Cottes-Mailles.
Belle-Aire est devenue une vaste zone d’activés économiques diversifiées où se mêlent des entreprises industrielles et du BTP et des entreprises du secteur tertiaire ; elle est située à l'est de la ville, au-delà de la rocade péri-urbaine, à moins d'un demi-kilomètre de La Jarne.
À l'ouest, la petite Couture et le Fief des Galères sont des quartiers situés entre le littoral et le centre-bourg.
Enfin, au sud-ouest, la Plage-d'Aytré est le quartier balnéaire d'Aytré avec sa longue plage ouverte sur une baie évasée, ses animations « Aytré-plage bouge l'été », son camping, son aire de camping-car et ses « spots » de funboard et de kitesurf.

#### Communes limitrophes
|                  | La Rochelle | Périgny        |
| Océan Atlantique | Aytré       | Saint-Rogatien |
|                  | Angoulins   | La Jarne       |

### Le cadre géographique et environnemental

#### Le cadre géographique

##### Relief de la commune
La commune possède un relief de plaine marécageuse, en bordure de l'océan, où alternent de belles plages dans de petites baies et des zones marécageuses. La partie continentale de la commune qui appartient tout entière à la plaine de l'Aunis est peu élevée ; le point culminant ne s'élevant qu'à 21 mètres de hauteur.

##### Géologie
Tout le territoire communal d'Aytré est situé en terrain jurassique, lequel recouvre entièrement la plaine de l’Aunis. Les affleurements calcaires et marneux du Jurassique apparaissent en surface sur la commune dont le relief est peu vallonné. 

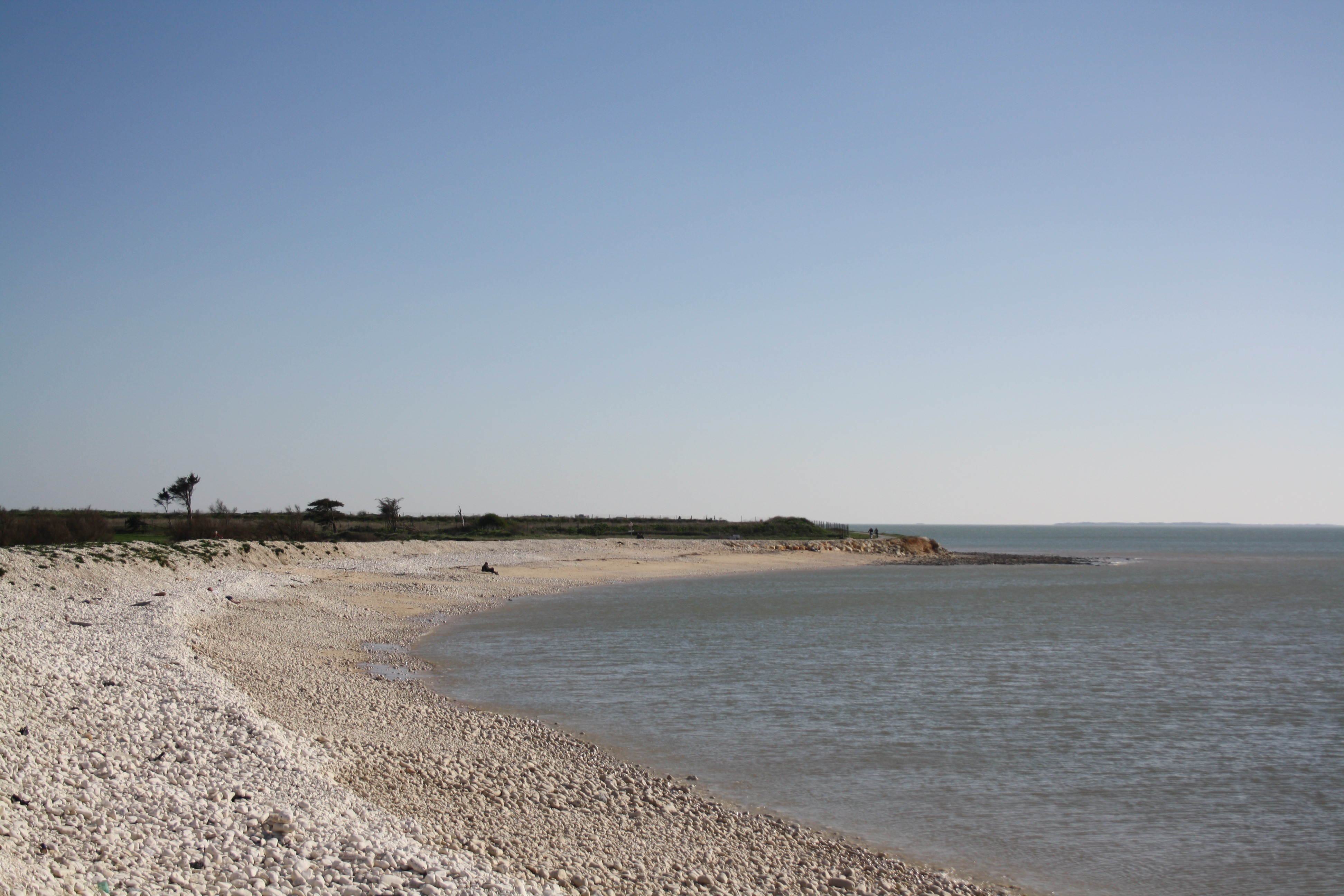
Plage de galets au pied de la pointe de Roux à Aytré.

La bordure littorale d'Aytré, qui correspond aux dernières extrémités de la plaine de l'Aunis, est remarquablement variée, elle fait alterner des côtes basses (côtes sablonneuses et côtes marécageuses) et des côtes assez élevées (falaises calcaires).
Les côtes basses, où se trouvent d'anciens marais aujourd'hui desséchés, sont issues des épanchements du Quaternaire ; ceux-ci correspondent à des apports sédimentaires d'origine marine, issus de la dernière transgression flandrienne. Les côtes sablonneuses sont situées dans les anses formées naturellement par les phénomènes de l'érosion marine et des courants marins (plage de Roux, plage d'Aytré). 

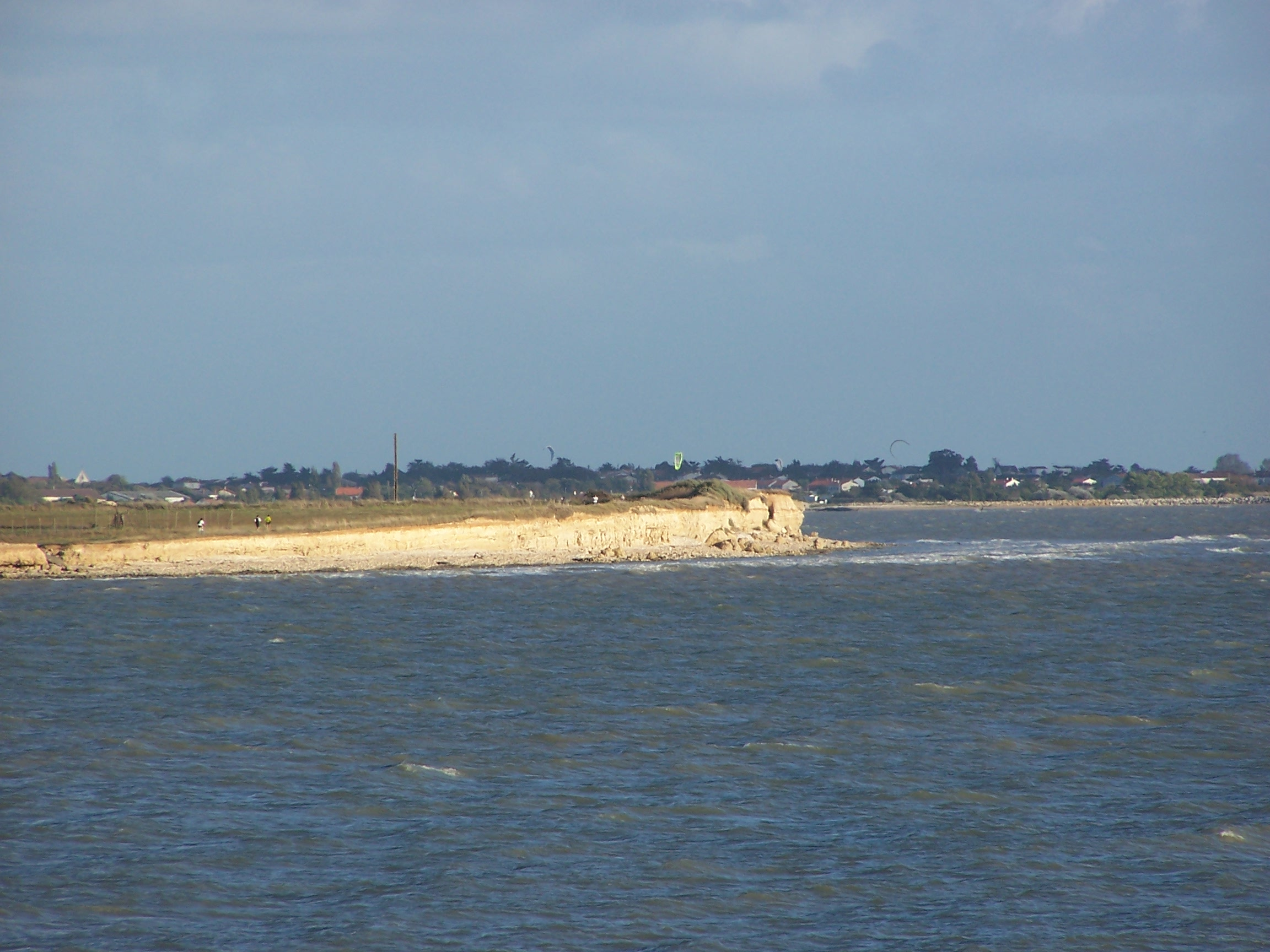
La pointe de Roux est un promontoire aux falaises calcaires à Aytré.

Quant au littoral à falaises, ces dernières sont situées au nord-ouest de la ville (pointe de Roux qui prolonge la pointe des Minimes). Des  couches, caractérisées par des alternances de lits de marnes et de calcaires oolithiques, peuvent être observées sur les falaises qui bordent le littoral de La Rochelle à Angoulins-sur-Mer, entre lesquelles se trouve Aytré. Elles mettent en évidence d’épaisses couches de roches blanches alternant avec des couches de sable et de vase très friables, s’étant formées durant les périodes glaciaires, et avec des couches contenant divers coraux, issues des périodes tropicales. Certaines, comme la pointe du Chay, à environ deux kilomètres au sud d'Aytré, contiennent de nombreux fossiles d’animaux marins et sont des zones d’études paléontologiques très réputées.
Le calcaire ainsi formé est largement utilisé comme matériau de construction dans les maisons traditionnelles de la région.

#### Le cadre environnemental

##### La baie de La Rochelle
La baie de La Rochelle, qui est classée en zone conchylicole et appartient au Réseau Natura 2000, est un site remarquable par la qualité de son milieu marin et sa forte productivité biologique. De grands mammifères marins y sont présents, comme le grand dauphin, le marsouin, le globicéphale noir, le dauphin de Risso, le dauphin commun, le phoque gris, diverses tortues marines dont la caouanne, la tortue luth, la tortue verte, la tortue de Kemp, ainsi que des poissons d’estuaires protégés (alose et lamproie). C’est également une zone de reproduction pour la seiche et la méduse Rhizostoma pulmo. La faune benthique, constituée principalement de vers marins et de coquillages, est quant à elle relativement pauvre.

##### La Plage d'Aytré
La plage, longue de 3,5 kilomètres, est constituée de sable fin et forme une large anse peu profonde entre deux promontoires calcaires. Elle est dénommée anse de Godechaud.

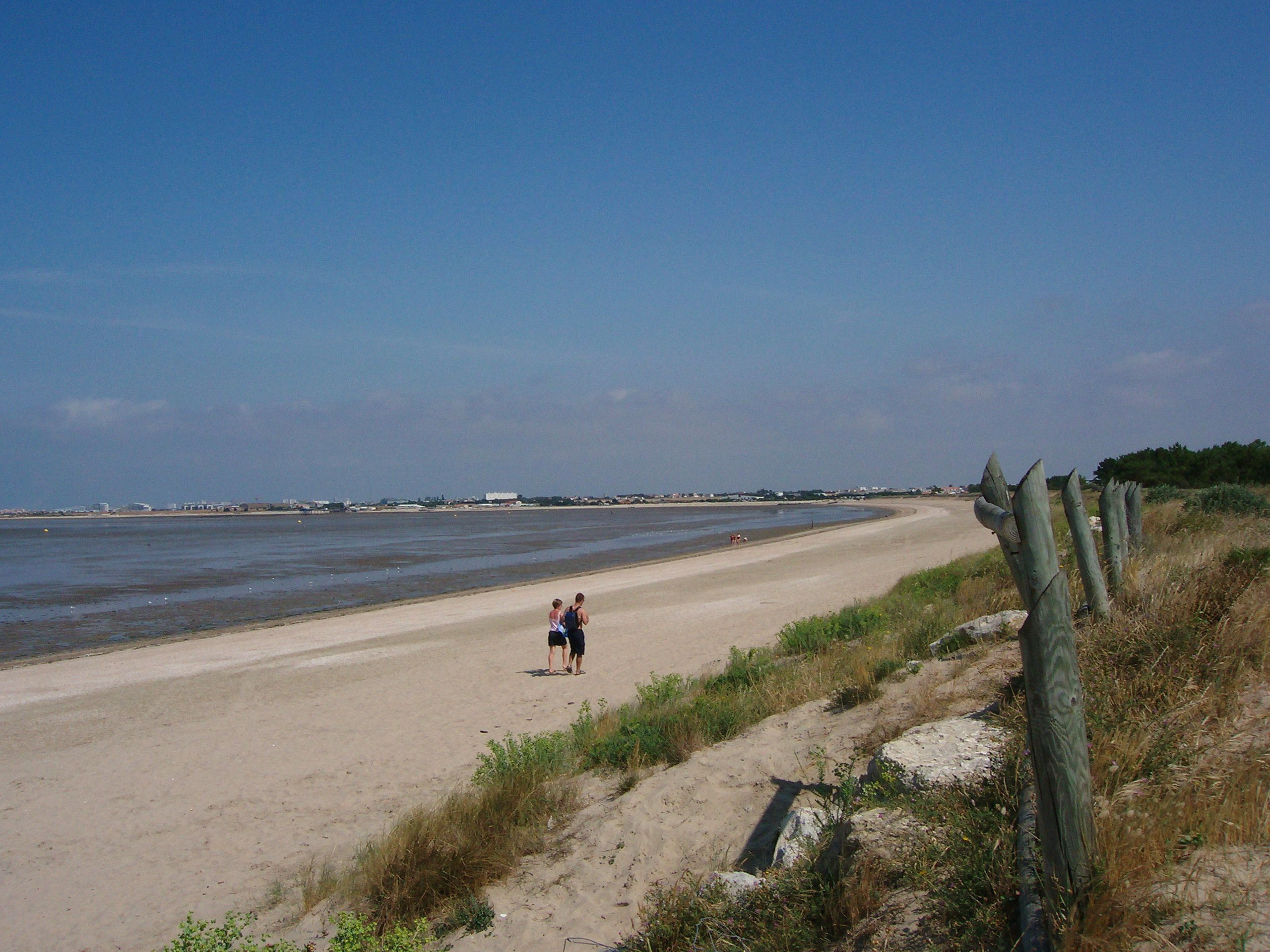
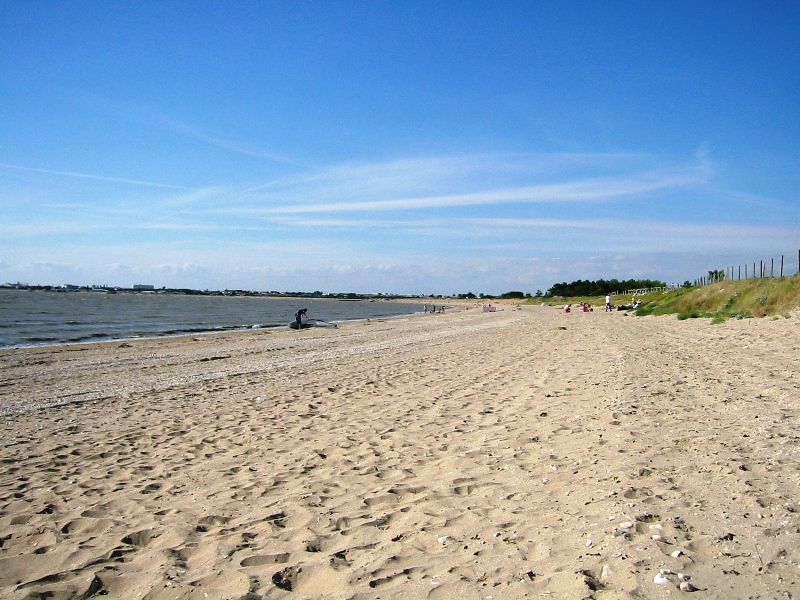
Plage d'Aytré.

#### Aux alentours

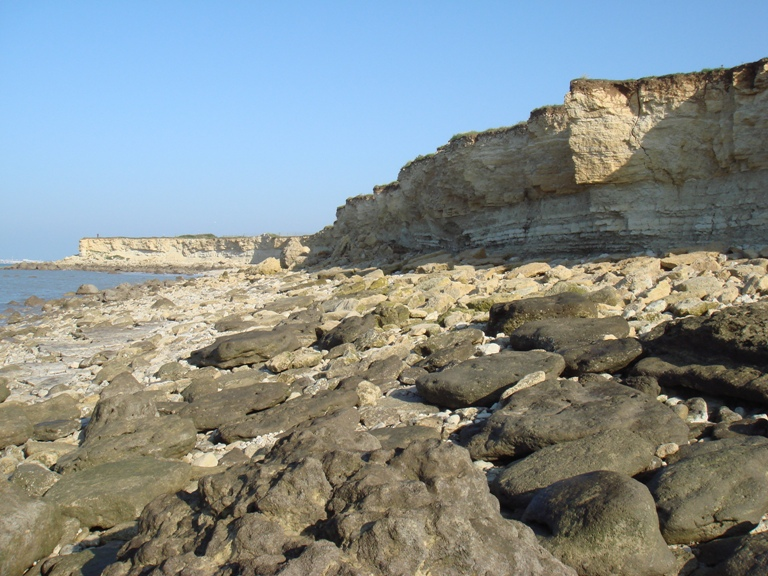
La pointe du Chay.

La pointe du Chay, sur la commune d'Angoulins, est un promontoire calcaire situé entre les plages d'Aytré et d'Angoulins.

### Hydrographie
Un canal sépare les communes d'Aytré et d'Angoulins, au sud. Il permet le drainage des marais alentour en direction de la mer. La commune possède également un lac et des marais doux.

### Climat

#### Données générales
| Ville             | Ensoleillement · (h/an) | Pluie · (mm/an) | Neige · (j/an) | Orage · (j/an) | Brouillard · (j/an) |
| ----------------- | ----------------------- | --------------- | -------------- | -------------- | ------------------- |
| Médiane nationale | 1 852                   | 835             | 16             | 25             | 50                  |
| Aytré             | 2 250                   | 755             | 4              | 13             | 26                  |
| Paris             | 1 717                   | 634             | 13             | 20             | 26                  |
| Nice              | 2 760                   | 791             | 1              | 28             | 2                   |
| Strasbourg        | 1 747                   | 636             | 26             | 28             | 69                  |
| Brest             | 1 555                   | 1 230           | 6              | 12             | 78                  |
| Bordeaux          | 2 070                   | 987             | 3              | 32             | 78                  |

#### Climat de l'agglomération rochelaise
Le climat de la Charente-Maritime est essentiellement de type tempéré, mais en raison de l’influence du Gulf Stream, de l’anticyclone des Açores, et de l’effet modérateur de la mer, le département bénéficie d’un climat océanique, plus doux et plus chaud, appelé climat tempéré océanique.
Ce climat permet à l'agglomération rochelaise, pourtant située à un degré de latitude plus au nord que Montréal, au Québec, ou que les îles Kouriles en Russie, de bénéficier d’un taux d’ensoleillement moyen exceptionnel, proche de celui de la Côte d'Azur, sur la mer Méditerranée. L’ensoleillement y est le meilleur du littoral atlantique (2 250 heures de soleil par an), et la région est la deuxième région la plus ensoleillée de France. Les hivers y sont doux (quatre jours de neige par an), et la pluviométrie, modérée (755 mm de pluie par an), est surtout concentrée sur les mois d’automne et d’hiver. À la belle saison, les températures sont adoucies par la brise de mer, due à l’inertie thermique de l’océan, et qui se traduit par un vent parfois soutenu qui souffle en provenance de la mer l’après-midi.
| Mois                        | Jan  | Fév  | Mar  | Avr  | Mai  | Jui  | Jui  | Aoû  | Sep  | Oct  | Nov  | Déc  | Année |
| Températures minimales (°C) | 3,4  | 4,0  | 5,4  | 7,4  | 10,7 | 13,7 | 15,8 | 15,7 | 13,7 | 10,5 | 6,3  | 3,9  | 9,2   |
| Températures maximales (°C) | 8,5  | 9,9  | 12,1 | 14,7 | 17,9 | 21,3 | 23,8 | 23,5 | 21,8 | 18,0 | 12,6 | 9,2  | 16,1  |
| Températures moyennes (°C)  | 5,9  | 6,9  | 8,7  | 11,1 | 14,3 | 17,5 | 19,8 | 19,6 | 17,8 | 14,2 | 9,4  | 6,6  | 12,7  |
| Ensoleillement (h)          | 84   | 111  | 174  | 212  | 239  | 272  | 305  | 277  | 218  | 167  | 107  | 85   | 2250  |
| Pluviométrie (mm)           | 82,5 | 66,1 | 57,0 | 52,7 | 61,1 | 42,9 | 35,1 | 46,4 | 56,5 | 81,6 | 91,8 | 81,8 | 755,3 |

Ces spécificités climatiques -été sec et ensoleillé, hiver doux et humide- ont conduit à l’implantation d’une végétation de type méditerranéenne cohabitant avec une végétation plus continentale ou océanique. Elles sont aussi propices aux vacances et au tourisme, et plus particulièrement aux activités nautiques, d’autant que le pertuis d'Antioche constitue un plan d’eau remarquablement bien protégé et de réputation internationale.

#### Tempête Martin de décembre 1999
La Charente-Maritime est le département français qui a été le plus durement touché par la tempête Martin du 27 décembre 1999. Les records nationaux de vents enregistrés ont été atteints avec 198 km/h sur l'île d'Oléron (à 25 km d'Aytré) et 194 km/h à Royan (à 55 km). La mer déchaînée a provoqué des dégâts importants sur le littoral aytrésien, notamment sur l'anse de Godechaud où la dune a été abimée. Le quartier d'Aytré-Plage a connu quelques inondations avec 60 cm d'eau mais aucune victime n'a été à déplorer.

#### Tempête Xynthia de février 2010
La tempête Xynthia qui a eu lieu dans la nuit du 28 février 2010 a été particulièrement destructrice, dévastant le littoral d'Aytré beaucoup plus gravement que la précédente tempête Martin. Tout d'abord, trois personnes sont mortes noyées dans le quartier balnéaire qui a été entièrement inondé jusqu'à deux mètres d'eau. La nuit de la tempête des vagues de 6 à 8 mètres de hauteur sont passées au-dessus de la dune qui a été en grande partie emportée. Les campings en bord de mer ont tous été ravagés ainsi qu'un hôtel et des restaurants. La voie ferrée qui longe la côte a subi de très gros dommages. Les établissements ostréicoles ont également connu beaucoup de dégâts tandis que les carrelets ont tous été anéantis. Depuis avril 2012, 73 maisons du quartier d'Aytré-Plage ont été démolies par les services de l'État qui a déclaré ce secteur « zone noire », c'est-à-dire inconstructible.

### Voies de communications et transports

#### Transports urbains

##### Transports ferroviaires
- Depuis le 31 août 2008, la halte d'Aytré-plage est le nouvel arrêt de la ligne TER La Rochelle-Rochefort. Cette halte ferroviaire est desservie par les TER Nouvelle-Aquitaine[8].
- La gare SNCF de La Rochelle est toute proche du centre d'Aytré et permet de rejoindre Paris via Niort et Poitiers en TGV. La ligne de chemin de fer qui permet à La Rochelle de joindre Nantes et Bordeaux traverse quant à elle la commune d'Aytré du nord au sud.

##### Transports urbains

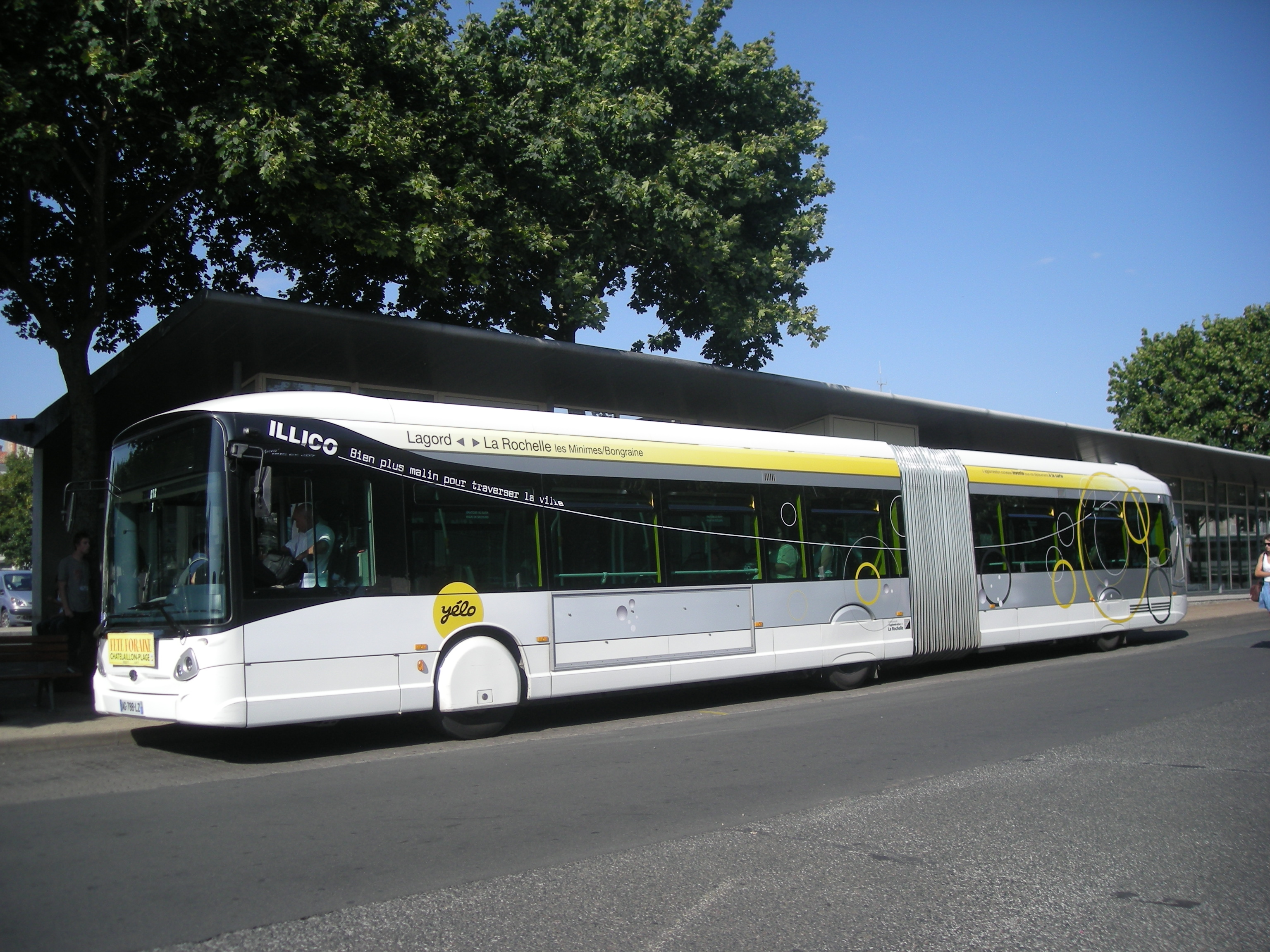
La ligne ILLICO dessert le quartier de Bongraine à Aytré.

- Les transports en commun de la RTCR proposent quatre lignes de bus régulières sur la commune, permettant de rejoindre facilement le centre-ville rochelais, Angoulins ou Châtelaillon-Plage[9].
- Parmi l'une de ces lignes urbaines, la ville est desservie dans son quartier nord (Bongraine) par la ligne ILLICO desservie par des BHNS qui la relient directement à Lagord via La Rochelle.
- Une station Yélomobile est présente à côté de la mairie. Yélomobile est un service de location de voitures électriques en libre-service (24h sur 24 et 7 jours sur 7) par abonnement, permettant de circuler dans toute l’agglomération rochelaise à l'aide de 50 voitures réparties sur sept stations, accessibles à l'aide d'une carte à puce comprenant aussi les abonnements bus, passeur et bus de mer.
- Six bornes taxis sont réparties sur l'ensemble de la commune.

##### Transports doux
- La ville d'Aytré est reliée à un réseau dense de 150 km de pistes cyclables de l'agglomération rochelaise. Une piste permet aussi de rejoindre Rochefort.

## Urbanisme

### Typologie
Au 1er janvier 2024, Aytré est catégorisée grand centre urbain, selon la nouvelle grille communale de densité à 7 niveaux définie par l'Insee en 2022.
Elle appartient à l'unité urbaine de La Rochelle, une agglomération intra-départementale dont elle est une commune de la banlieue,. Par ailleurs la commune fait partie de l'aire d'attraction de La Rochelle, dont elle est une commune du pôle principal,. Cette aire, qui regroupe 72 communes, est catégorisée dans les aires de 200 000 à moins de 700 000 habitants,.
La commune, bordée par l'océan Atlantique, est également une commune littorale au sens de la loi du 3 janvier 1986, dite loi littoral. Des dispositions spécifiques d’urbanisme s’y appliquent dès lors afin de préserver les espaces naturels, les sites, les paysages et l’équilibre écologique du littoral, tel le principe d'inconstructibilité, en dehors des espaces urbanisés, sur la bande littorale des 100 mètres, ou plus si le plan local d’urbanisme le prévoit.

### Occupation des sols
L'occupation des sols de la commune, telle qu'elle ressort de la base de données européenne d’occupation biophysique des sols Corine Land Cover (CLC), est marquée par l'importance des territoires agricoles (55,7 % en 2018), en diminution par rapport à 1990 (60,1 %). La répartition détaillée en 2018 est la suivante : 
terres arables (35,3 %), zones urbanisées (21,1 %), zones agricoles hétérogènes (15,1 %), zones industrielles ou commerciales et réseaux de communication (12,8 %), prairies (5,4 %), milieux à végétation arbustive et/ou herbacée (5,1 %), espaces verts artificialisés, non agricoles (2,9 %), espaces ouverts, sans ou avec peu de végétation (1,3 %), zones humides côtières (1 %). L'évolution de l’occupation des sols de la commune et de ses infrastructures peut être observée sur les différentes représentations cartographiques du territoire : la carte de Cassini (XVIIIe siècle), la carte d'état-major (1820-1866) et les cartes ou photos aériennes de l'IGN pour la période actuelle (1950 à aujourd'hui).

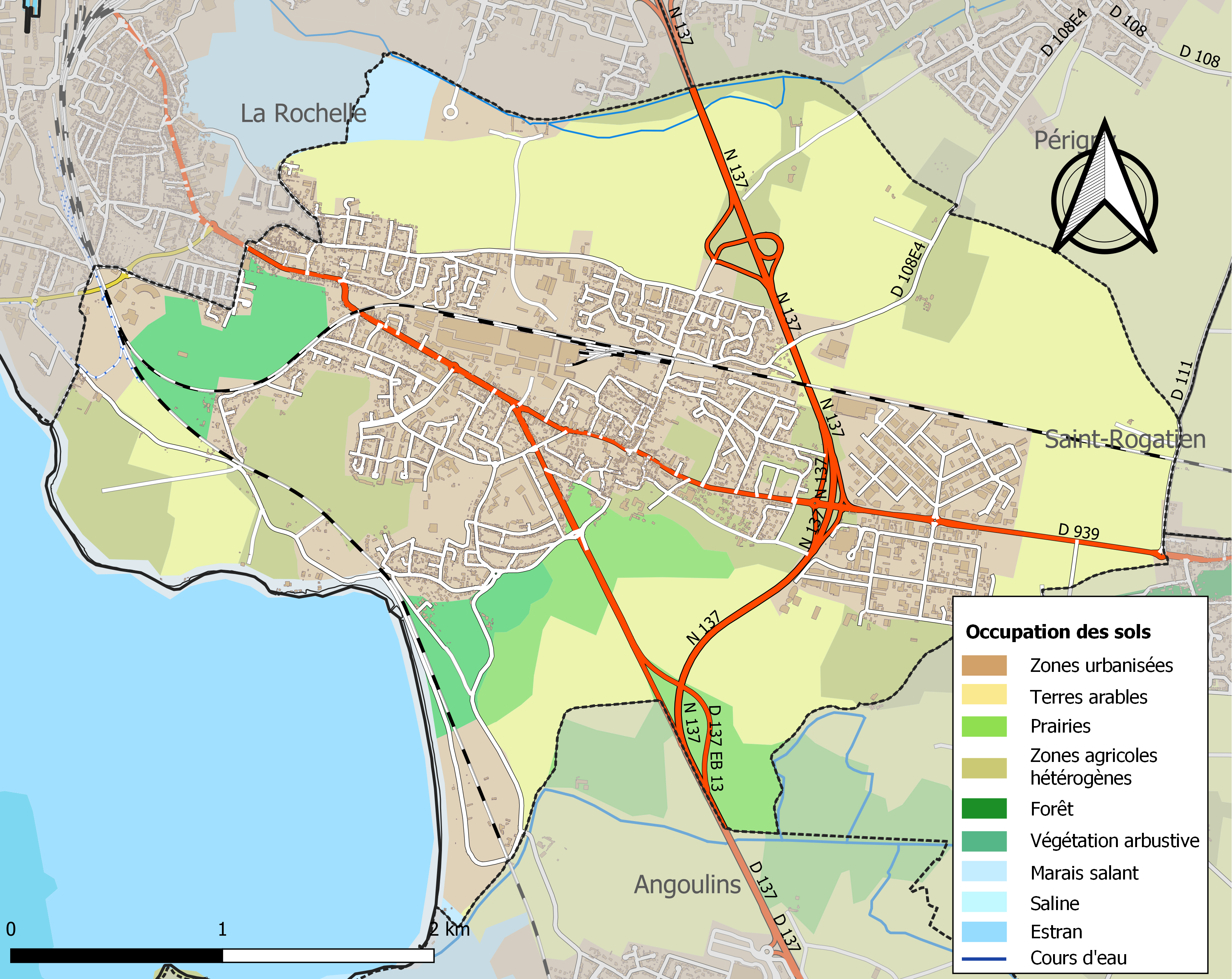
Carte des infrastructures et de l'occupation des sols de la commune en 2018 (CLC).

### L'évolution urbaine

#### Les modifications du finage communal
La commune d'Aytré a été beaucoup plus étendue par le passé, puisque son territoire s'étendait jusqu'au canal Maubec et à la pointe de Coureilles, secteurs actuels dépendant du quartier des Minimes à La Rochelle. Ainsi, le finage communal a comporté jusqu'à dix-neuf hameaux et la superficie était évaluée à 1 500 hectares à l'époque de la monarchie de Juillet.
L'extension de la grande voisine La Rochelle a englobé au fil des siècles nombre de ces hameaux, (dont Les Minimes, Tasdon et Bongraine) notamment en 1216, 1372 et 1590.
Le territoire d'Aytré ne sera définitivement fixé dans ses formes actuelles qu'en 1858 à la suite de l'arrivée du chemin de fer et de l'édification de la première gare sur la commune.
À partir du XXe siècle, si les limites communales ne changent plus, l'aspect de la commune commence à subir de profondes transformations laissant apparaître un paysage urbain disparate et sans cohésion bien définie.

#### L'évolution urbaine
Pendant le XIXe siècle, Aytré reste essentiellement une grosse commune rurale et viticole aux portes de La Rochelle. À la veille des grands bouleversements que constitue la création du chemin de fer, Aytré ne compte que 1 466 habitants en 1856.
Les premiers changements véritables apparaissent avec la construction des voies ferrées en 1857 et en 1873 ; la première a été construite au nord du village, ligne de chemin de fer reliant directement La Rochelle à la capitale, qui sera dotée d'une gare de voyageurs en 1886 et proche du bourg, tandis que l'autre est établie à l'ouest, longeant la côte, en provenance de Rochefort. C'est à la limite de La Rochelle que les deux voies ferrées se rejoignent dans le quartier de Bongraine qui devient un quartier de cheminots avec la construction d'une rotonde ferroviaire où les locomotives à vapeur sont garées et révisées. Ce nouveau quartier préfigure la ville industrielle avec ses cités ouvrières qui rejoignent celles de Tasdon à La Rochelle.
Par la suite, lors de la Première Guerre mondiale, Aytré reçoit les installations américaines pour y assembler les wagons et les trains afin d'acheminer le matériel de guerre et les victuailles pour les armées cantonnées dans l'Est de la France. Ces constructions industrielles jettent alors les bases de la nouvelle industrie à Aytré comme à La Rochelle où le matériel ferroviaire a transité par le port de La Pallice. Un nouveau quartier naît entre cette usine et le quartier de Bongraine, celui de La Courbe qui est desservi par la voie ferrée et la route de Bordeaux-Saint-Malo, ancêtre de la RD 137 qui passe par La Rochelle. Une urbanisation continue mais diffuse relie alors La Rochelle au bourg d'Aytré via les quartiers ouvriers de Bongraine et de La Courbe dans l'entre-deux-guerres. À la veille de la Seconde Guerre mondiale, Aytré compte alors près de 2 100 habitants (2 067 habitants en 1936).
Au lendemain de la Libération, le quartier de la Couture va être greffé au bourg d'Aytré et accueillir les nouvelles habitations HLM dans les années 1960. Les zones pavillonnaires se multiplient un peu partout autour du centre-bourg et l'habitat résidentiel se densifie dans les anciens quartiers ouvriers. Aytré passe alors au-dessus du seuil symbolique des 5 000 habitants enregistrant plus de 5 300 habitants en 1962.
La poursuite de l'urbanisation de la ville s'est faite avec l’établissement d'une zone industrielle au nord du bourg, la ZI des Cottes Mailles, et la « conquête » du littoral avec la création du nouveau quartier de La Plage d'Aytré, à la suite du départ de l'Armée de terre qui y avait fixé une zone de tir entre Les Minimes et la pointe de Roux bloquant alors toute opération d'urbanisation. 

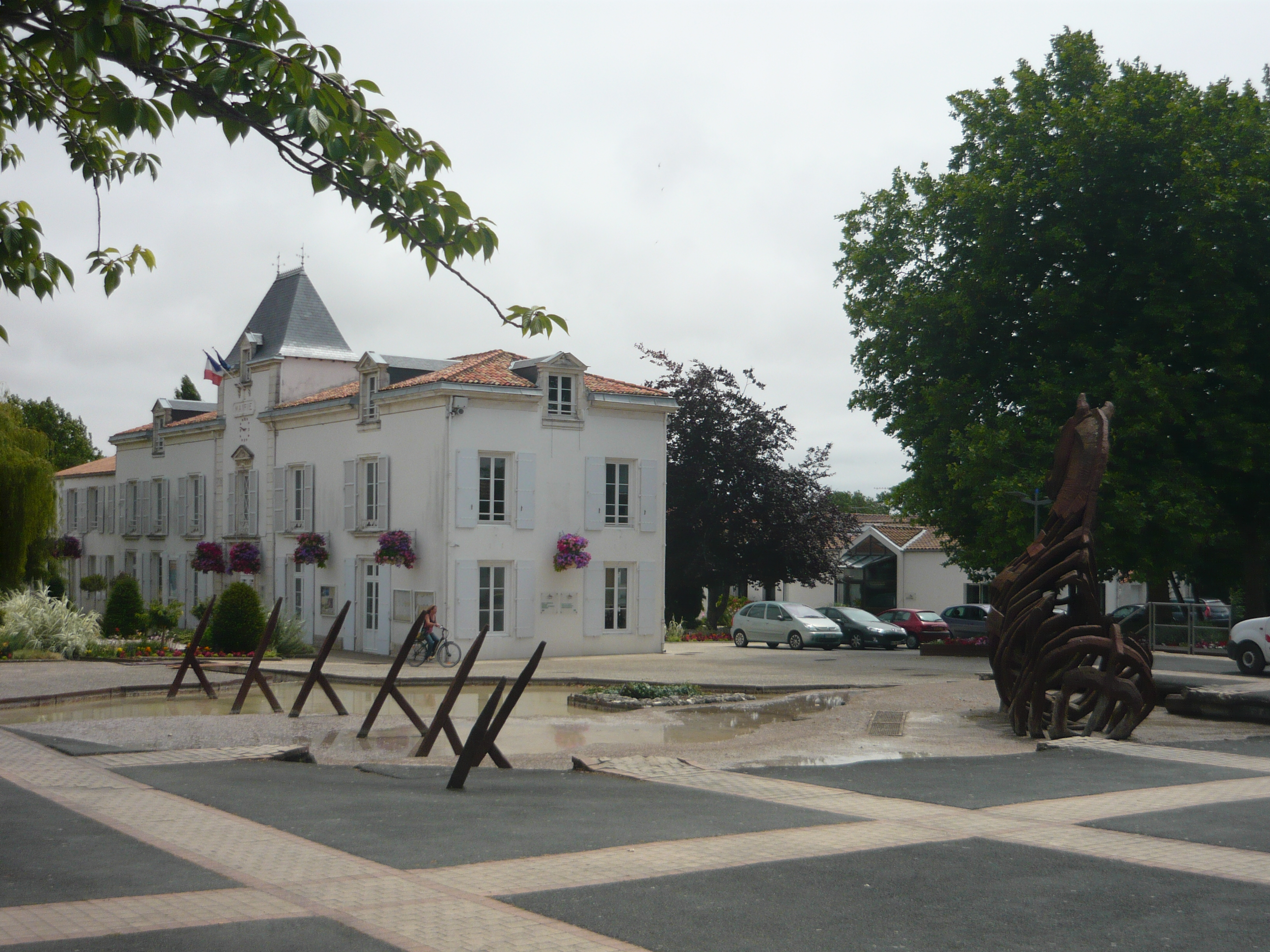
Aytré est devenue en 1999 la cinquième ville de la Charente-Maritime.

À partir des années 1980, l'espace compris entre le bourg et la nouvelle rocade urbaine a permis de libérer des terrains pour favoriser l'urbanisation à l'est. Dans le même temps, le centre-bourg est l'objet d'une rénovation urbaine importante avec la construction de nouveaux logements et l'aménagement de places et de parcs. En 1999, la ville est devenue la cinquième ville de la Charente-Maritime et comptait 7 751 habitants.
Enfin, l'urbanisation de la ville s'est maintenue au début du nouveau siècle avec l'extension de zones pavillonnaires et de résidences au nord (quartier d'Anville) et à l'ouest (quartier de la Galère) et avec l'agrandissement de la zone d'activités à l'est de la ville au-delà de la rocade péri-urbaine (zone de Belle Aire). Aujourd’hui, Aytré approche les 9 000 habitants.

### Morphologie urbaine
La ville d'Aytré juxtapose autour de son noyau ancien différents quartiers qui lui donnent un aspect très disparate, assez peu cohérent et généralement banal. C'est que cette ville à la fois industrielle et résidentielle a connu une croissance démographique rapide, pas toujours bien maîtrisée, comme c'est souvent le cas pour les villes de banlieue. Bien que de réels efforts d’aménagement urbain ont été opérés, ils ont surtout concerné le cœur de ville qui, malgré une rénovation importante, a gardé un aspect villageois tout en mêlant des formes urbaines novatrices.

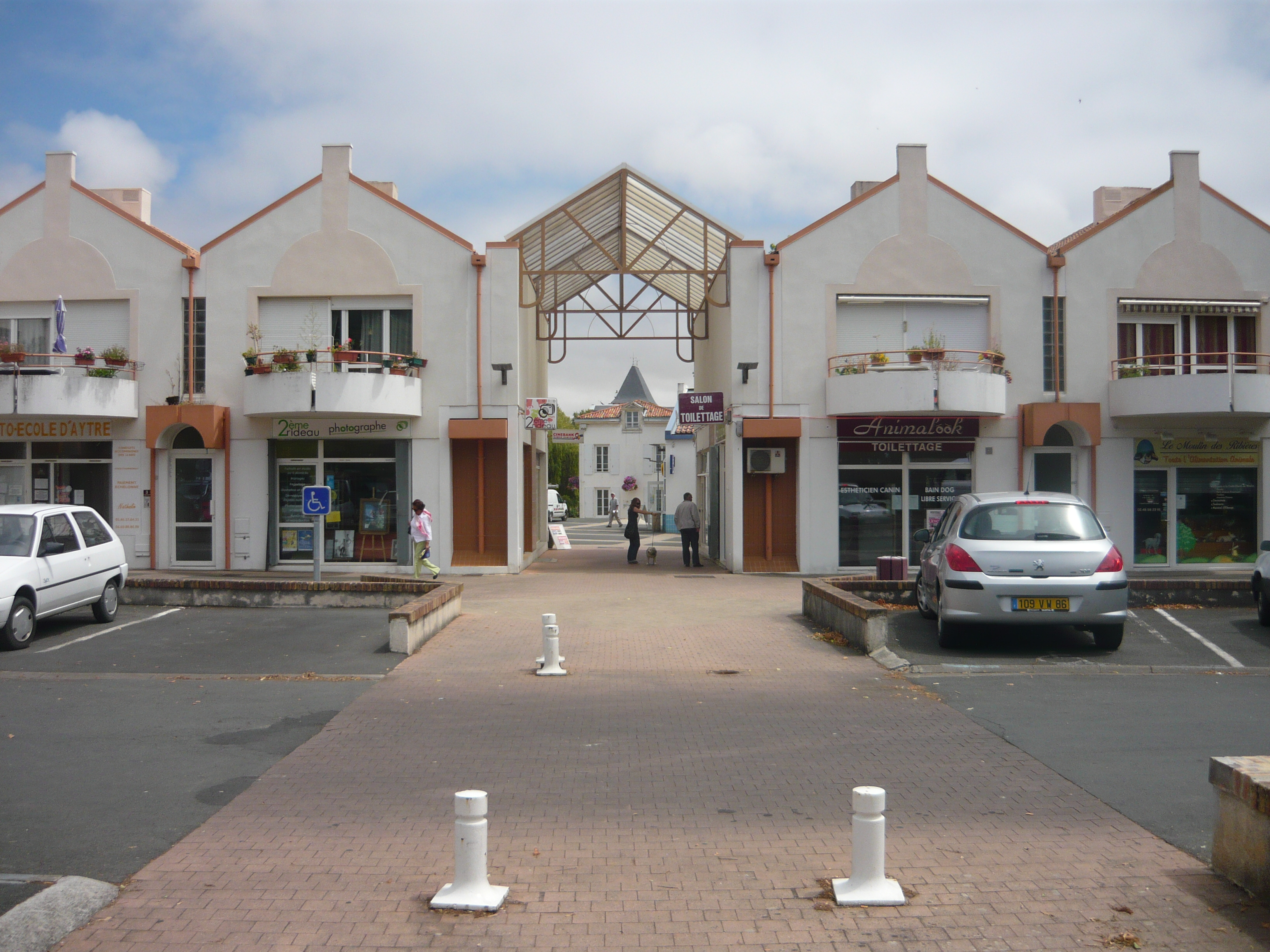
Le centre-ville d'Aytré a été l'objet d'une rénovation urbaine importante à la fin des années 1980.

L'ancien noyau urbain d'Aytré, actuel centre-bourg de la commune, est devenu le cœur névralgique de la ville. Il a fait l'objet de plusieurs réaménagements lui donnant aujourd'hui un aspect à la fois villageois et citadin. D'abord, la place des Charmilles où sont situées la mairie et La Poste auxquelles des logements modernes ont été construits a été l'objet d'une belle rénovation à la fin des années 1980. Ensuite, la voirie et un urbanisme rénové ont été mis en place avec notamment l'aménagement de la rue de la Gare, de la place de la République, de la médiathèque-bibliothèque et du parc Jean-Massé.
Autour du centre-bourg rénové où sont concentrés les administrations, les services et les boutiques se greffent des quartiers fort disparates (quartiers ouvriers, pavillonnaires ou résidentiels) où les trames de l'architecture contemporaine se reconnaissent aisément dans les différents types de construction.
Tout d'abord, au noyau urbain se greffe le quartier industriel autour de l'usine Alstom dont l'emprise au sol est considérable. La longue avenue, en direction de La Rochelle, qui longe l'usine où celle-ci emploie 1 250 personnes est jalonnée de garages et d’entrepôts ainsi que d'un petit hôtel et des restaurants.
Au nord, au-delà du quartier industriel, se greffent les quartiers ouvriers aux typiques petites maisons à rez-de-chaussée de La Courbe, puis de Bongraine qui se prolongent sans discontinuer jusqu'à l'ancien quartier des cheminots de Tasdon à La Rochelle le long de l'artère routière de la RD137 (ex-RN137). Au détour des rues de ces quartiers relativement anciens, datant la plupart de la fin du XIXe siècle et du premier tiers du XXe siècle, quelques rares édifices retiennent le regard comme le logis de Bongraine datant de 1863 ou l'école primaire typique de l'architecture de la Troisième République.
À l'ouest du centre-bourg qui a conservé un certain cachet des villages de l'Aunis avec ses venelles et ses puits, est accolé le quartier moderne du Fief des Galères construit dans la première décennie du XXIe siècle caractérisé par des petits immeubles à quatre étages. Il prolonge au sud le quartier moderne et universitaire des Minimes à La Rochelle et préfigure le nouvel Aytré. Ce nouveau quartier est doté d'un stade, d'un complexe sportif, de courts de tennis ainsi que d'un centre commercial où celui-ci est établi dans un ancien bâtiment ferroviaire, la rotonde de Bongraine, qui servait de dépôt aux machines et aux locomotives de la gare de La Rochelle.
Au sud-ouest du centre-bourg, l'ancienne artère de la route nationale La Rochelle-Bordeaux juxtapose des immeubles collectifs construits dans les années 1960 (résidence Karine) et des lotissements pavillonnaires ordinaires. C'est le quartier difficile de la ville bien qu'étant équipé d'un supermarché, d'un collège et d'une école, d'un dojo et d'un gymnase ainsi que d'une gare routière pour les transports urbains. Plus à l'ouest, en bordure du littoral, le quartier de la Plage d'Aytré a grandi dans les années 1960 entre la côte et la voie ferrée de Nantes-Bordeaux mais est resté modeste tout en étant banal.

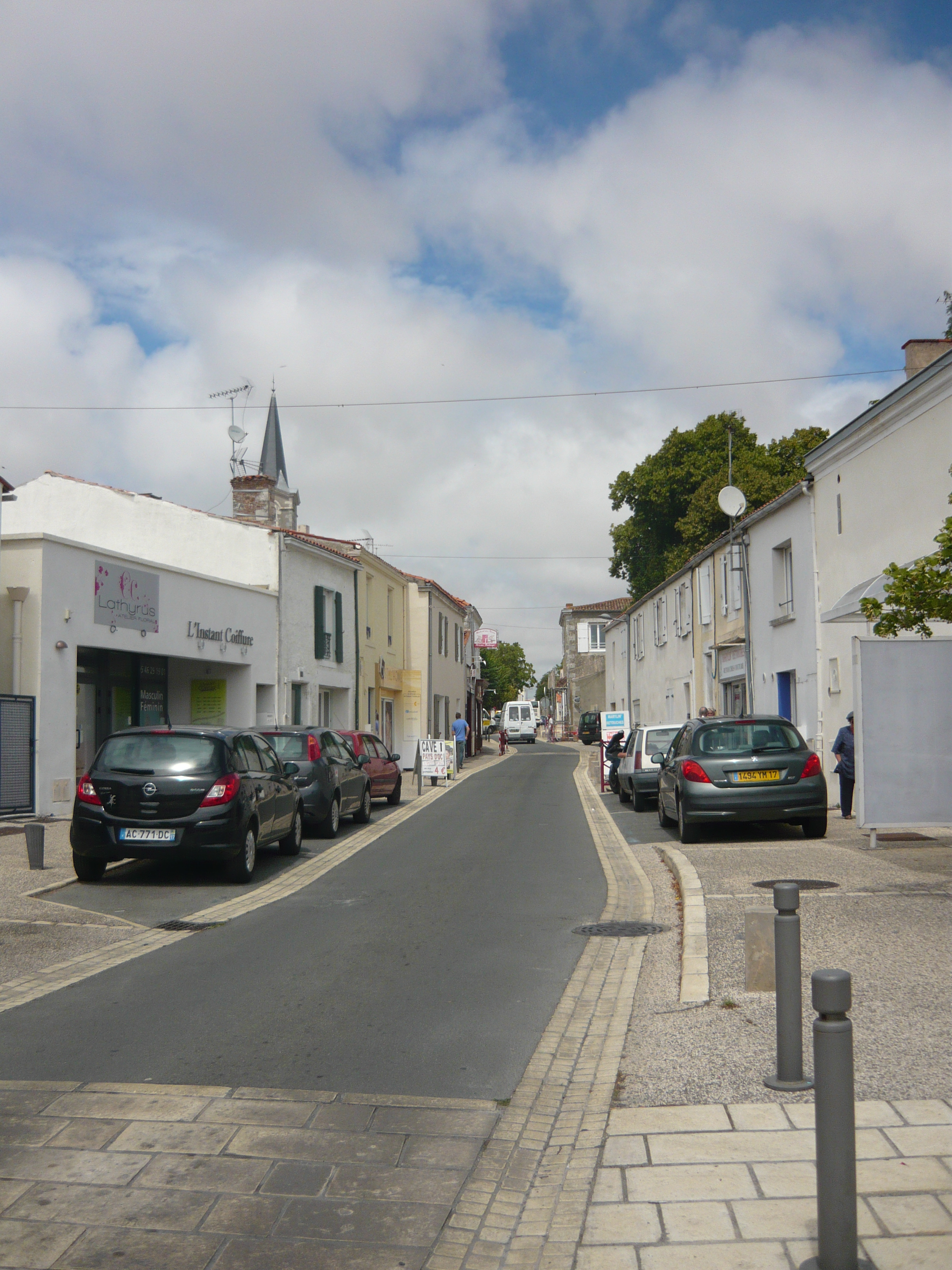
Le centre de la ville a connu une rénovation de sa voirie avec la rue de la Gare à Aytré.

Les lotissements communaux et privés qui ont poussé au nord, le long de la voie ferrée Paris-La Rochelle, sont enserrés entre le centre-bourg et la rocade urbaine. Des immeubles modernes ont été construits au début de ce siècle dans le nouveau quartier d'Anville à côté de zones pavillonnaires construites dans les années 1970 et 1980 (quartiers du Gros Caillou, des Treilles). L'urbanisation est limitée par l'emprise importante de la zone industrielle des Cottes-Mailles, située le long de la voie ferrée de l'autre côté de laquelle se trouve l'usine Alstom.
Enfin, à l'est de la ville, une grande zone d'activités économiques, la zone de Belle-Aire, a été aménagée dans les années 1980, puis a connu des agrandissements successifs au-delà de la rocade péri-urbaine qui ceinture Aytré à l'est. Cette vaste zone qui reçoit aussi bien des usines (laiterie industrielle, mécanique, électronique) que des entrepôts, des magasins, des concessionnaires automobiles et des établissements tertiaires (hôtels Balladins, GEO, Première Classe, centre de gestion EXCO, centre de recouvrement de l'URSSAF) complète la trame urbaine de la ville en direction de La Jarne le long de la RD939 (route de Surgères à La Rochelle) où une coulée verte stoppe l'urbanisation d'Aytré.

### Risques majeurs
Le territoire de la commune d'Aytré est vulnérable à différents aléas naturels : météorologiques (tempête, orage, neige, grand froid, canicule ou sécheresse), inondations, mouvements de terrains et séisme (sismicité modérée). Il est également exposé à un risque technologique,  le transport de matières dangereuses. Un site publié par le BRGM permet d'évaluer simplement et rapidement les risques d'un bien localisé soit par son adresse soit par le numéro de sa parcelle.

#### Risques naturels
La commune fait partie du territoire à risques importants d'inondation (TRI) de La Rochelle-Île de Ré, regroupant 21 communes concernées par un risque de submersion marine de la zone côtière, un des 21 TRI qui ont été arrêtés fin 2012 sur le bassin Loire-Bretagne et confirmé en 2018 lors du second cycle de la Directive inondation. Les submersions marines les plus marquantes des XXe et XXIe siècles antérieures à 2019 sont celles liées à la tempête du 9 février 1924, à la tempête du 15 février 1957, aux tempêtes Lothar et Martin des 26 et 27 décembre 1999 et à la tempête Xynthia des 27 et 28 février 2010. Cette tempête a eu pour conséquence l’instauration de zones de solidarité, où les parcelles considérées comme trop dangereuses pour y maintenir des maisons pouvaient à terme être expropriées (Loix, La Flotte, Nieul-sur-Mer, La Rochelle,…). Des cartes des surfaces inondables ont été établies pour trois scénarios : fréquent (crue de temps de retour de 10 ans à 30 ans), moyen (temps de retour de 100 ans à 300 ans) et extrême (temps de retour de l'ordre de 1 000 ans, qui met en défaut tout système de protection),. La commune a été reconnue en état de catastrophe naturelle au titre des dommages causés par les inondations et coulées de boue survenues en 1982, 1993, 1999 et 2010,.

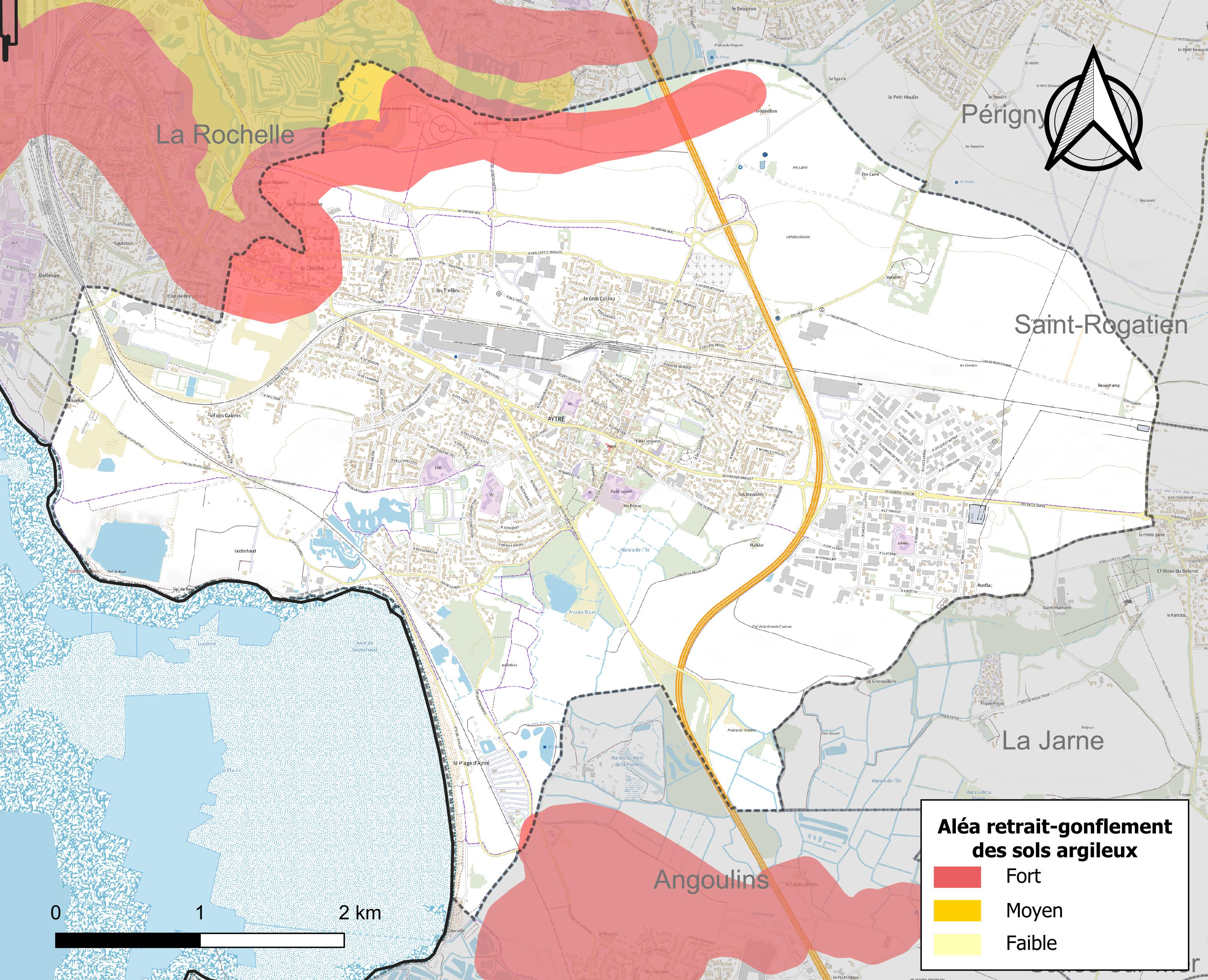
Carte des zones d'aléa retrait-gonflement des sols argileux d'Aytré.

Les mouvements de terrains susceptibles de se produire sur la commune sont des affaissements et effondrements liés aux cavités souterraines (hors mines) et des tassements différentiels. Par ailleurs, afin de mieux appréhender le risque d’affaissement de terrain, l'inventaire national des cavités souterraines permet de localiser celles situées sur la commune.
Le retrait-gonflement des sols argileux est susceptible d'engendrer des dommages importants aux bâtiments en cas d’alternance de périodes de sécheresse et de pluie. 7,9 % de la superficie communale est en aléa moyen ou fort (54,2 % au niveau départemental et 48,5 % au niveau national). Sur les 3 090 bâtiments dénombrés sur la commune en 2019,  300 sont en aléa moyen ou fort, soit 10 %, à comparer aux 57 % au niveau départemental et 54 % au niveau national. Une cartographie de l'exposition du territoire national au retrait gonflement des sols argileux est disponible sur le site du BRGM,.
Par ailleurs, afin de mieux appréhender le risque d’affaissement de terrain, l'inventaire national des cavités souterraines permet de localiser celles situées sur la commune.
Concernant les mouvements de terrains, la commune a été reconnue en état de catastrophe naturelle au titre des dommages causés par la sécheresse en 2003 et 2005 et par des mouvements de terrain en 1999 et 2010.

#### Risques technologiques
Le risque de transport de matières dangereuses sur la commune est lié à sa traversée par une ou des infrastructures routières ou ferroviaires importantes ou la présence d'une canalisation de transport d'hydrocarbures. Un accident se produisant sur de telles infrastructures est susceptible d’avoir des effets graves sur les biens, les personnes ou l'environnement, selon la nature du matériau transporté. Des dispositions d’urbanisme peuvent être préconisées en conséquence.

## Toponymie
Le toponyme d'Aytré est mentionné sous les formes Aitriacus en 970, Aitriaco,, Aitrec en 1110, Aitré en 1244. Plus tard, le nom est attesté aussi sous les formes Naytré et Estrée. Le nom actuel n'apparaitra qu'au XVIIe siècle.
Une opinion répandue donne à Aytré le sens de « chemin, route, voie romaine ». Ce toponyme serait une altération graphique de l'ancien français estree « route », lui-même du latin strata (via), voie impériale romaine qui traversait le territoire de la commune, idée véhiculée tout d'abord par Louis-Étienne Arcère au XVIIIe siècle. En réalité, les formes anciennes et la forme actuelle s'opposent à cette interprétation. La mention Estrée, isolée, est une erreur de copiste liée à une confusion, car l'ancien français estree est devenu « étrée » et *AITRIACU a évolué en « Aytré » dont la prononciation est quasiment identique (homophonie).
C'est pourquoi les toponymistes la considèrent comme étant fantaisiste et erronée.
En réalité, Aytré est issu d'un type toponymique gaulois ou gallo-roman *AITRIACU comme le suggèrent les formes anciennes et les règles des changements phonétiques. Il s'agit d'un dérivé en -i-acum, dont l'évolution phonétique romane a le plus souvent conduit à la finale -é à l'ouest de la France. Le radical Aytr- peut s'expliquer par l'anthroponyme gallo-romain *Aitrius ou latin Atrius,, comme c'est parfois le cas pour ce type de formation toponymique, d'où le sens global de « propriété, domaine rural d’*Aitrius ou Atrius ».

## Histoire

### Néolithique
Aytré est le lieu d'une découverte archéologique importante. Les archéologues ont mis au jour les vestiges d'un immense bâtiment, long de presque 50 mètres pour une vingtaine de mètres de largeur, datant du néolithique moyen (4500–4000 ans avant J.-C.). Il s’agirait du premier édifice de ce genre découvert en France.

### Les origines gallo-romaines d'Aytré
Le site d'Aytré était occupé dès l'Antiquité, au moins à partir du Ier siècle de l'ère chrétienne, comme en témoignent le mur d'origine gallo-romaine découvert sur la place des Charmilles ainsi qu'une « urne gravée en terre grise datant du Ier siècle » lors des travaux de rénovation urbaine vers 1988.
En périphérie du village initial, des céramiques et des vestiges gallo-romains ont été mis au jour au lieu-dit « la Moulinette » - alors baigné par les eaux de l'océan - ainsi qu'à la pointe de Coureilles (maintenant commune de La Rochelle). De même, lors de travaux d'urbanisme sur l'avenue Émile-Normandin dans la période 1953-1958, trois monnaies de bronze de l'époque gallo-romaine ont également été découvertes.
De plus, à Bongraine, dans le quartier nord-ouest d'Aytré, une ferme gallo-romaine a pu être exhumée à l'automne 2004 ; cette villa romaine s'étendait sur 2 hectares. L'archéologie a pu y mettre en évidence que la production de vin était l’activité principale de ce vaste domaine agricole fondé probablement dans le courant du IIIe siècle à la suite de l'édit de Probus qui autorise de nouveau, à partir de 276, la production de vin local et de créer de nouveaux vignobles.

### Aytré pendant le Moyen Âge

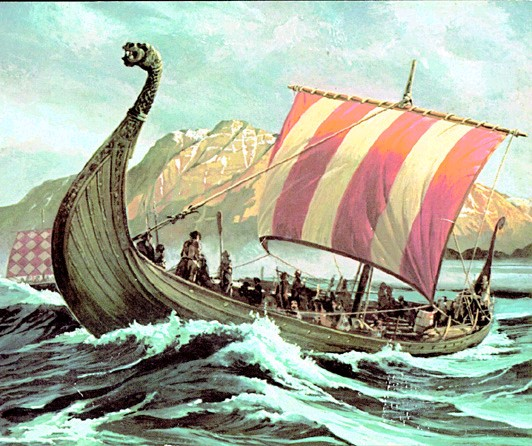
L'apparition des premiers bateaux vikings eut lieu dès 843 d'abord sur les côtes de l'Aunis.

Bordé par l'océan, Aytré est un territoire vulnérable et mal protégé lors des incursions des Vikings qui eurent lieu dans la région de 843 à 930. Ils installent une base à Aytré pour se livrer au pillage de la côte de l'Aunis, alors dotée de riches salines, depuis l'île de Ré jusqu'à l'île d'Aix et à l'embouchure de la Charente. Une chronique médiévale[Laquelle ?] atteste qu'« ils descendaient d'ordinaire dans la baie d'Angoulins, qu'ils s'étaient même établis à Aytré, qu'ils livrèrent bataille à Fouras et pillèrent Angeriacum ».
Après ce siècle tourmenté, vers le milieu du Xe siècle, les Vikings finissent par délaisser définitivement la région, la vie reprend plus paisiblement son cours à Aytré qui s'adonne alors à l'exploitation des salines.
Aytré appartenait à la baronnie de Châtelaillon sous le nom de La Salle d'Aytré. Les seigneurs de « Châtel-Aillon », aujourd'hui Châtelaillon-Plage, y firent édifier une première église romane dès le Xe siècle près d'une zone marécageuse mentionnée sous la forme latinisée Marico Aitriaco, c'est-à-dire le « marais d'Aytré » dans un manuscrit ancien du Xe siècle.
Cette église primitive fut rebâtie sur ses soubassements d'origine au XIIe siècle lors d'un premier agrandissement, puis deux siècles plus tard, elle fut fortifiée par les Anglais qui s'étaient emparés du village lors de la guerre de Cent Ans. 

La France en 1365, après les traités de Brétigny et de Guérande.
Territoires contrôlés par Édouard III avant le traité de Brétigny
Territoires cédés par la France à l’Angleterre par le traité de Brétigny
Territoire du duché de Bretagne, allié aux Anglais

Pendant les évènements tumultueux de cette guerre, la ville connut de nombreux pillages et ravages, les rois de France tentèrent de nombreuses fois de reconquérir la place forte de La Rochelle détenue par les Anglais. Les troupes du roi de France stationnèrent sur le territoire d'Aytré lors des sièges successifs de 1224, 1226, 1295 et 1345 dans leurs luttes successives contre les Plantagenêt, puis contre leurs descendants anglais pendant la guerre de Cent Ans.
En application du traité de Brétigny (signé en 1360) qui fait de nouveau passer Poitou et Aunis dans la mouvance anglaise, « Aytré fait partie des 38 paroisses qui composent la banlieue de La Rochelle ». En 1362, la paroisse est intégrée à la principauté d'Aquitaine, placée sous l'autorité d'Édouard de Woodstock, le « prince noir ».
Le village n'est définitivement rattaché à la Couronne royale qu’en septembre 1372 après que Charles V de France aura reconquis l'Aunis et la Saintonge avec l'aide du connétable Bertrand Du Guesclin.
En 1374, l’Aunis est officiellement reconnue comme une province à part entière par le roi Charles V de France qui la sépare définitivement de la Saintonge.
Pendant le règne de Louis XI, les terres d'Aytré et sa seigneurie qui avaient appartenu au duché de Guyenne, deviennent définitivement possession française et entrent dans la royauté de France par un acte signé le 14 juillet 1469.

### Aytré pendant les Temps modernes

#### Pendant leXVIesiècle
En 1572, le bourg catholique d'Aytré fut détruit par les Rochelais protestants.
En 1590, le faubourg de Saint-Nicolas est annexé par La Rochelle, puis le pont Saint-Sauveur, le Gabut et la Prée de Maubec.

#### Pendant leXVIIesiècle

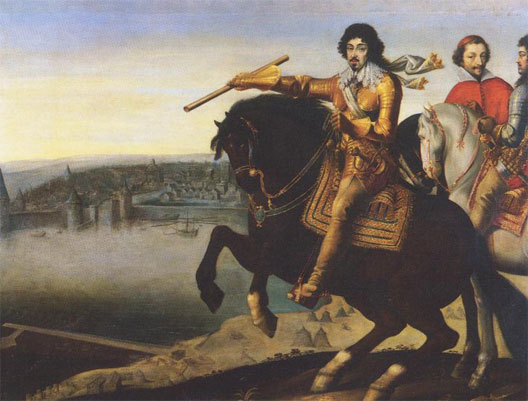
Louis XIII et le cardinal de Richelieu, victorieux devant La Rochelle.

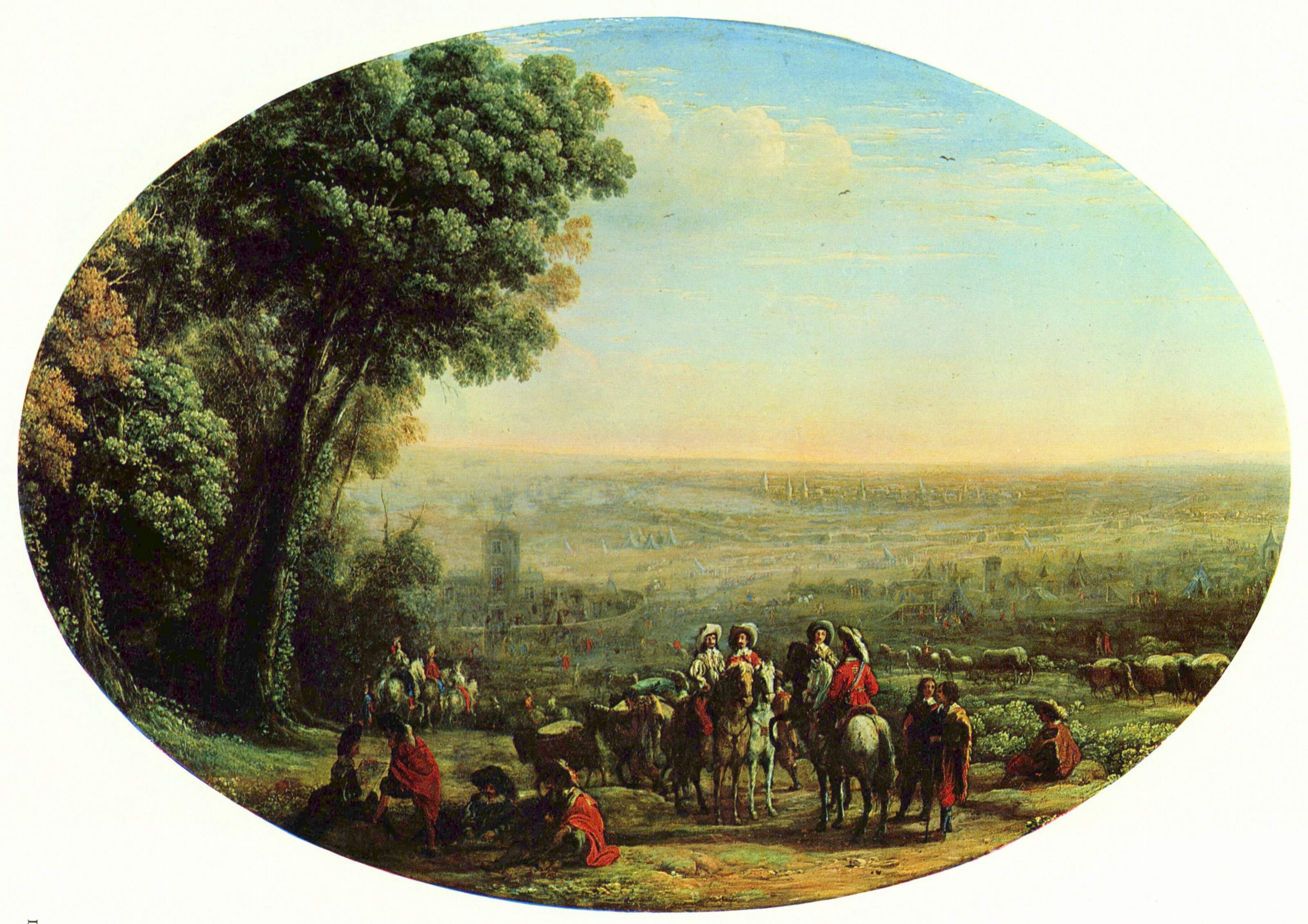
Le siège de La Rochelle, Claude Lorrain, 1631.

En 1604, une épidémie de peste sévit dans le bourg.
La Rochelle, devenue place forte protestante, fut assiégée une dernière fois d'août 1627 à octobre 1628 par les troupes de Louis XIII et de Richelieu. Ce siège terrible vit 15 000 Rochelais périr sur les 20 000 habitants que comptait la cité à cette époque. Le roi Louis XIII fit d'Aytré son quartier général et s'installa au château des Réaux tandis que Richelieu était au Pont de la Pierre. Une armée de près de 20 000 hommes stationna alors sur le territoire de la commune, ce qui bouleversa la vie quotidienne de ses habitants. Durant cette période, l'église du bourg fut transformée en chapelle royale.
Le 20 septembre 1632, soit quatre années après la fin du siège de La Rochelle, la reine Anne d'Autriche, épouse du roi Louis XIII, vient séjourner au château de Bongraine « où les habitants de La Rochelle, en manteau noir, vinrent la saluer ».
En 1660, un grand feu de joie célèbre la paix retrouvée dans le bourg.
En 1680, un bateau fait naufrage sur les rives d'Aytré.
Étant situé à proximité immédiate de La Rochelle, Aytré a été un centre protestant actif, ouvert très tôt aux idées du calvinisme, et possédant depuis l'Édit de Nantes de 1598 deux temples réformés sur son territoire. Mais après le siège de La Rochelle, la communauté protestante connut rapidement des vicissitudes. Précédant la Révocation de l’édit de Nantes qui eut lieu en 1685, le temple protestant d'Aytré fut supprimé le 9 novembre 1670 ; puis, 14 ans plus tard, « tous les temples d'Aytré sont rasés ».

#### Pendant leXVIIIesiècle
En 1703, une trombe fait de nombreux dégâts dans le village.
En 1762, on y dénombre 237 feux fiscaux, ce qui correspond à une population d'environ 1 185 personnes.
En 1773, une émeute de la faim éclate dans le village (comme à Bordeaux la même année).

### Aytré pendant la période contemporaine

#### Pendant leXIXesiècle

##### Aytré pendant la première moitié duXIXesiècle
Si la première activité économique d'Aytré dérivait de la mer avec la récolte du sel et la pêche depuis les origines du village, ces dernières perdirent beaucoup d'importance au cours du XIXe siècle au profit de la viticulture qui devint dominante à partir de la monarchie de Juillet. La vigne cultivée autour de la vingtaine de hameaux et du bourg d'Aytré faisait tourner une quinzaine de distilleries d'eau-de-vie de cognac.

##### Aytré pendant la Deuxième République
Pendant la Deuxième République - qui va de 1848 à 1852 -, Aytré va connaître quelques aménagements importants. Le bourg qui n'est pas encore équipé d'un bureau de Poste est pourvu d'un service postal journalier en novembre 1849 à la suite de la demande du Conseil municipal. C'est également pendant cette courte période historique que la municipalité entreprend, dès 1850, de restaurer l'église et de construire un clocher. Les travaux sont achevés à la Toussaint 1853.

##### Aytré pendant Second Empire
La grande richesse d'Aytré pendant les années fastueuses du Second Empire reposera essentiellement sur la culture de la vigne dont la production était expédiée par les négociants rochelais vers les États-Unis d'Amérique avant la guerre de Sécession, puis vers la Grande-Bretagne à la suite du juteux traité de libre-échange de 1860.
Un évènement spectaculaire vint troubler la quiétude de ce gros village qui vivait de la prospérité de la vigne. Dans la nuit du 23 au 24 avril 1860, un formidable orage s'était abattu sur Aytré et la foudre avait frappé son église où le clocher subit de gros dommages ainsi que la toiture. L'horloge du clocher sera installée en juin 1876.
L'un des évènements majeurs qui a contribué à modifier durablement la vie du vieux bourg est l'arrivée du chemin de fer en 1857 mais il n'a pas encore de gare. Cette première voie ferrée reliait directement La Rochelle à Niort et Poitiers en passant par Aigrefeuille-d'Aunis qui était alors un carrefour ferroviaire de grande importance au cœur de la plaine d'Aunis.
La gare historique d'Aytré a été construite pendant la Troisième République en 1886 par la Compagnie des Charentes qui fut choisie pour édifier la nouvelle ligne de chemin de fer devant relier directement les deux principales villes de la Charente-Inférieure qui étaient La Rochelle, la préfecture, et Rochefort, alors  la plus grande ville du département.
La ligne de La Rochelle à Rochefort, d'une longueur de 29 km, fut ouverte à l'exploitation le 29 décembre 1873. Le 12 mai 1878, le conseil municipal demande un temps d'arrêt au passage à niveau à la sortie du bourg et « le 6 février 1883, une délibération est prise pour la création d'une halte à Aytré ». Celle-ci sera inaugurée le 1er juillet 1887. Cette nouvelle gare va rompre définitivement l'isolement du bourg et lui permettre d'entrer véritablement dans la modernité suscitée par la Révolution des transports.

##### Aytré pendant le dernier tiers duXIXesiècle
Mais avant cela, la commune a connu quelques vicissitudes dans son économie villageoise. En effet, la viticulture était devenue la principale ressource économique d'Aytré comme pour nombre de gros bourgs ruraux de l'Aunis jusqu'à ce que survienne la funeste crise du phylloxéra qui a ravagé le vignoble de l'Aunis à partir de 1876. Progressivement depuis cette date, la vigne a été complètement abandonnée à Aytré. Les paysans se sont alors tournés vers les cultures céréalières et fourragères et un peu vers l'élevage laitier mais le bourg a accueilli sa première laiterie très tardivement, seulement au lendemain de la Deuxième Guerre mondiale alors que le mouvement de la coopération laitière avait été lancé dès 1888, près de Surgères.
La transformation du village se poursuit activement dans la dernière décennie de la fin du XIXe siècle grâce au développement économique.
En mai 1893, la Poste d'Aytré est pourvue d'un bureau de facteur-receveur et, deux années plus tard, le service télégraphique est inauguré en mars 1895. La Poste devient alors l'un des premiers bureaux des P.T.T. de la Charente-Inférieure avant la fin du XIXe siècle.
La création de la gare de marchandises en 1894, à la demande instante des commerçants d'Aytré, va favoriser le développement des commerces et de quelques petites industries locales dont une briqueterie, un four à chaux, des carrières de sable et l'exploitation de quelques salines sur l'anse de Godechaud.
En 1896, la municipalité fait construire dans le vieux bourg une mairie, la Poste, des écoles et des logements pour les fonctionnaires. Ces nouveaux bâtiments, alors situés sur la rue Pasteur, furent inaugurés en 1898.
Les loisirs sont rares dans la commune mais dans le village de Bongraine, non loin de son château reconstruit en 1863, un hippodrome est établi et aura la visite d'un illustre hôte en la personne du Président de la République, Sadi Carnot, en août 1890.

#### Pendant leXXesiècle

##### Première Guerre mondiale
Durant la Première Guerre mondiale, les Américains assemblent à la gare de La Rochelle-Ville, alors inachevée, du matériel ferroviaire militaire.
Une fois l'armistice signé, la Middletown Car Company, une société américaine, fonde en 1920 à Aytré une usine pour la fabrication de wagons et de matériel roulant, sous le nom d'Entreprises industrielles charentaises (EIC). La société est rachetée en 1934 par la Pullman-Standard Car Manufacturing Company.

##### Seconde Guerre mondiale
Pendant la Seconde Guerre mondiale, l'usine de construction de matériel ferroviaire est réquisitionnée par l'armée allemande, puis elle est rachetée par le groupe Rothschild.
Entre juillet et septembre 1943, un groupe de résistants menés par Paul Manauthon sabotent un ligne de chemin de fer dans la commune.
Vers la fin de la Seconde Guerre mondiale, Aytré s'est retrouvée dans la poche de La Rochelle, bastion de résistance de l'armée allemande. Une grande partie de la population locale fut évacuée en vue des ultimes combats de la libération.

##### De la Libération auxTrente glorieuses
Aytré va connaître au lendemain de la Seconde Guerre mondiale de profondes et rapides transformations qui vont en faire une ville industrielle et ouvrière de premier plan dans l'agglomération rochelaise.
Cette situation particulière découlera notamment de l'évolution de sa principale usine qui va affecter durablement la transformation de cette ville. L'usine de montage du matériel ferroviaire qui est reprise en 1956 par la société Brissonneau et Lotz deviendra Alsthom en 1972 par suite de l’absorption de cette société. Ce site industriel ferroviaire va alors profondément marquer et changer la destinée du village agricole en le transformant en une ville de banlieue industrielle et ouvrière.
Alsthom qui emploie déjà plus d'un millier d'ouvriers et de techniciens dans ses ateliers dans les années 1970 deviendra Alstom (sans h) en 1998. Par son poids économique sur la ville et son effet d’entraînement, elle favorise dans son sillage la mise en place de zones industrielles périphériques dont la première apparaît en 1974 avec la ZI de Belle-Aire tandis que l'usine Alstom s'est retrouvée complètement enclavée par le développement de la ville.
De par son lourd héritage industriel, générant une population ouvrière nombreuse, Aytré devint alors la « banlieue rouge de La Rochelle » avec ses maires communistes dont Jean-Claude Parage, élu en 1971, et qui sera réélu deux autres fois. Son successeur, Pierre Garnier, d'obédience communiste lui-aussi, sera reconduit également trois fois dans son mandat municipal de 1989 à 2008. C'est pendant la mandature communiste qu'une active politique sociale a été mise en place où « la ville a cotisé à sa part de logements sociaux » et favorisé une forme de « ghettoïsation des années 1970 » avec le quartier populaire des Grands-Prés, quartier urbain mal construit et mal intégré à la ville-centre. La « gestion communiste » de la ville a par contre encouragé une véritable « culture ouvrière » avec notamment l'instauration de la Fête de l'Humanité chaque année au mois de juin et, à partir de 1973, de la première foire biologique gérée directement par la municipalité, ce qui était une véritable innovation pour l'époque en même temps qu'une idée visionnaire.

##### Les grandes opérations d’aménagement urbain de la fin du siècle et la tempête Martin
C'est pendant la municipalité communiste de Jean-Claude Parage, puis de Pierre Garnier à partir de 1989, que la ville va connaître un embellissement de son centre et le début d'une rénovation urbaine systématique à partir de 1987. Cet aménagement du cœur de la cité a concerné en premier lieu la place de la mairie, puis l'installation de la sculpture Le Cheval d'Aytré en 1989 qui, depuis, est devenue le symbole de la ville qui est toujours « en mal d'identité », en raison de sa trop grande proximité de La Rochelle.
À ces opérations de rénovation urbaine s'ajoutent les chantiers d'aménagement des voies de communication et du plan de circulation routière avec la construction de la route des Cottes-Mailles qui contourne le nord d'Aytré, la fin de la mise à 2×2 voies de la rocade urbaine avec la mise en place de trois bretelles d'accès et, enfin, le passage à partir de 1992 du TGV à Aytré.
La fin du XXe siècle a été ternie par le passage de la tempête Martin qui, dans la nuit du 27 décembre 1999, a causé de gros dégâts dans Aytré, arrachant la toiture d'un immeuble d'habitations HLM dans le quartier des Grands-Prés et  endommageant fortement celui d'un autre. Quarante familles durent être relogées. Le parc des Tilleuls a été complètement aplati et beaucoup d'arbres en ville ont été couchés. Sur la côte, la dune a subi une très forte érosion, les pontons en rondins qui longeaient la plage ont été désintégrés tandis que les maisons en bord de mer ont été inondées jusqu'à 60 cm d'eau mais aucune victime n'y a été déplorée.

### Aytré auXXIesiècle: une ville en constante mutation

#### La poursuite de la mutation urbaine
Si l'urbanisation de la commune s'est poursuivie au détriment des surfaces agricoles cultivées, il ne reste aujourd'hui que deux fermes sur les trente initiales, la ville a décidé au début de ce nouveau siècle de préserver des espaces naturels, appelés dans le jargon des urbanistes des coulées vertes, et d'aménager son front de mer. Elle a commencé à se réapproprier les espaces de marais dont le Marais doux au sud, en voisinage de la commune d'Angoulins, par une réhabilitation du paysage du marais, la plantation d'arbres et la mise en place de voies vertes (chemins piétonniers, pistes cyclables).
Dans la première décennie des années 2000, les grandes opérations de revitalisation du centre-bourg d'Aytré se sont poursuivies avec notamment l'aménagement de la place de la République dont les travaux se sont achevés à la fin de l'année 2004. Le plan de circulation urbaine a été revu avec la sécurisation de l'une des artères les plus fréquentées de la ville, l'avenue Edmond-Grasset, où transitent en moyenne 5 300 véhicules par jour entre La Jarne et le centre-ville.
En septembre 2008, Aytré est dotée d'une nouvelle gare ferroviaire dans le quartier d'Aytré-Plage, ouverte aux seuls TER qui desservent la ville à la fréquence minimum de 8 aller-retours par jour.
Sur le plan des loisirs et du tourisme, la ville a commencé à s'ouvrir vers son littoral qu'elle avait longtemps boudé, non par désintérêt, mais à cause de sa fragilité où son maire déclarait encore « C'est historique. Aytré a toujours tourné le dos à la mer ». Dans la première décennie du XXIe siècle, la municipalité a aménagé son front de mer favorisant alors la multiplication des résidences secondaires (351 en 2009) et l'hôtellerie de plein air par l'implantation de quatre terrains de camping dont la capacité totale d'accueil a été portée jusqu'à 1 000 places, ainsi qu'un hôtel et des restaurants dont certains avaient acquis une forte notoriété. Cette politique avait fortement porté ses fruits au point qu'un célèbre guide touristique titrait avec enthousiasme pour la saison estivale de 2009 « Aytré redécouvre son littoral ».

#### La tempête Xynthia
Ce bel optimisme et les efforts entrepris en vue de faire d'Aytré une ville balnéaire ont été rayés en une seule nuit. En effet, le 28 février 2010, Aytré a été ravagée par la terrible tempête Xynthia qui a entièrement dévasté son littoral, détruit des hôtels, campings et restaurants, inondé des dizaines de maisons dont un grand nombre d'habitations principales, causant la mort de trois personnes.
En avril 2012, l'ombre de Xynthia plane encore sur le littoral de la ville puisque 72 maisons ont dû être démolies, ce qui fait du quartier de la Plage d'Aytré un secteur impropre à l'urbanisation et dont les possibilités du tourisme balnéaire sont sérieusement limitées. La mairie d'Aytré envisage maintenant la reconversion de cette zone en espace naturel.

#### Depuis 2011
Malgré cette catastrophe d'une ampleur exceptionnelle, Aytré se tourne vers l'avenir en entreprenant de nouveau des travaux d'urbanisme d'envergure en de nombreux points de la ville (chantiers de construction de 22 logements HLM, projets de construction de 16 logements HLM et de 80 logements en centre-ville, achat de 2 hectares destinés à l'urbanisation aux portes du centre-ville) et envisage de créer une ZAC de 15 hectares dans le secteur de Bongraine pour y établir un éco-quartier.
Le liseré côtier va faire l'objet d'une sécurisation de ses abords avec la mise en place d'un PAPI - Programme d'actions et de prévention des inondations. Il consistera en une surélévation du littoral rocheux de 1,40 mètre - pointe de Roux et anse de Godechaud - par un enrochement avec mise en place de batardeaux et par un renforcement de la dune qui sera revégétalisée et pourvue de trois rangées de haies, nommées « girondines », afin de fixer le sable. Si la vocation balnéaire de la ville semble maintenant délaissée, le littoral d'Aytré se transforme désormais en un lieu de promenade et de détente.
Devenue de longue date la deuxième commune la plus peuplée de l'agglomération rochelaise, plus que jamais, Aytré ambitionne de préserver sa cinquième place des villes de la Charente-Maritime.

## Politique et administration

### Municipalité

#### La mairie d'Aytré

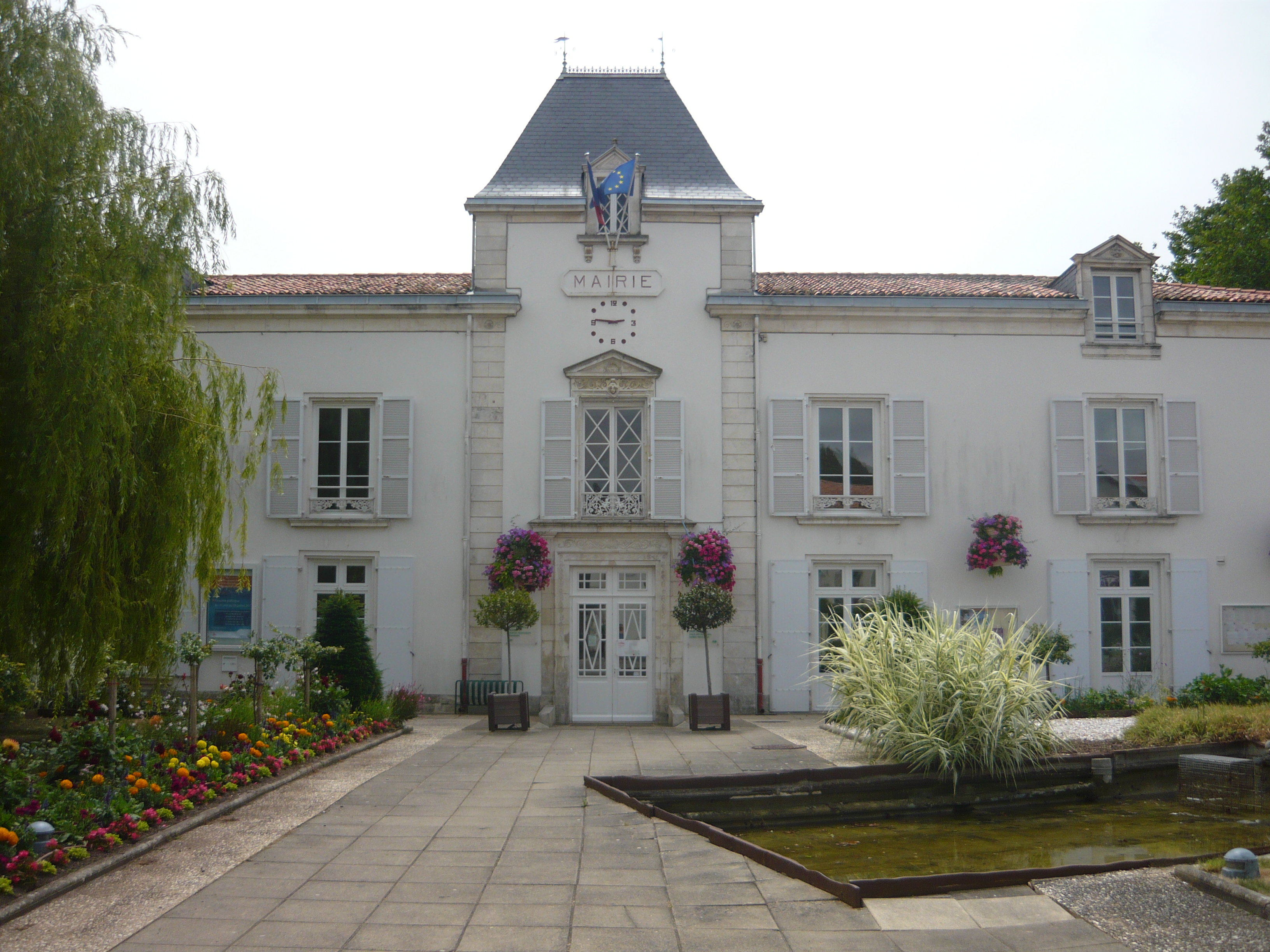
La mairie d'Aytré.

Cet édifice en pierre de taille est une construction du XVIIIe siècle et est situé sur la place des Charmilles qui a fait l'objet d'un réaménagement en 1989 lors de l'emplacement de la statue du Cheval d'Aytré qui est devenu le nouvel emblème de la ville.
L'Hôtel-de-ville d'Aytré, anciennement connu sous la bâtisse des Charmilles, a été occupé par l'armée nazie pendant la Seconde Guerre mondiale, puis est devenu le site de la mairie de la ville à partir de 1947.
Anciennement, les services de la mairie siégeaient dans des locaux loués par la municipalité avant que cette dernière fasse construire dans le vieux bourg, à partir de 1896, une mairie, la poste, des écoles et des logements pour les fonctionnaires. Ces nouveaux bâtiments, alors situés sur la rue Pasteur, furent inaugurés en 1898. Ils furent occupés de 1898 à 1947.

#### Liste des maires
| Période | Période  | Identité                                    | Étiquette | Qualité               |
| ------- | -------- | ------------------------------------------- | --------- | --------------------- |
|         |          | Jean Boullange                              |           |                       |
| 1795    |          | Callaud                                     |           |                       |
| 1800    |          | Joseph Chartreau                            |           |                       |
| 1804    |          | Frédéric Becker                             |           |                       |
| 1816    |          | Victor Bonnamy de Bellefontaine             |           |                       |
| 1820    |          | Laurent Sourisseau                          |           |                       |
| 1830    | 1847     | Frédéric Becker                             |           |                       |
| 1848    | 1851     | Jacques Ferdinand Arnault de La Grossetière |           |                       |
| 1851    |          | Théodore Damien                             |           |                       |
| 1883    |          | Louis de Villedon                           |           |                       |
| 1886    |          | Émile Fessart                               |           |                       |
| 1888    |          | Théodore Farran                             |           |                       |
| 1904    |          | Georges Agier                               |           |                       |
| 1907    | 1907     | Jean Roblin                                 |           |                       |
| 1907    | 1909     | Henri Couillaud                             |           |                       |
| 1909    |          | Ismaël Naud                                 |           |                       |
| 1912    |          | Frédéric Nallet                             |           |                       |
| 1914    | 1925     | Pierre Gaillard                             |           |                       |
| 1925    |          | Alphonse Joguet                             |           |                       |
| 1935    | 1940     | Lucien Chartier                             |           |                       |
|         |          | Jean Denys de Bonnaventure                  |           |                       |
| 1942    |          | Alphonse Joguet                             |           |                       |
| 1944    |          | William Naud                                |           |                       |
|         |          | Lucien Chartier                             |           |                       |
| 10/1945 | 10/1954  | Fernand Touchet                             |           |                       |
| 10/1954 | 07/1960  | Jean Penhoat                                |           |                       |
| 08/1960 | 12/1961  | Léopold Touchet                             |           |                       |
| 12/1961 | 04/1971  | René Renaud                                 |           |                       |
| 04/1971 | 03/1989  | Jean-Claude Parage                          | PCF       | Professeur de collège |
| 03/1989 | 03/2008  | Pierre Garnier                              | PS        | Retraité              |
| 03/2008 | 03/2014  | Suzanne Tallard                             | PS        | Retraitée             |
| 03/2014 | 03/2020  | Alain Tuillière                             | PS        | Retraité              |
| 03/2020 | En cours | Tony Loisel                                 | DVD       | Chef d'entreprise     |

### Circonscription électorale
Depuis le découpage électoral de novembre 1986 (loi Pasqua), la ville d'Aytré et son canton appartiennent à la deuxième circonscription de la Charente-Maritime dont le député est, depuis juin 2024, Benoit Biteau.

### Région
À la suite de la mise en application de la réforme administrative de 2014 ramenant le nombre de régions de France métropolitaine de 22 à 13, la commune appartient depuis le 1er janvier 2016 à la région Nouvelle-Aquitaine, dont la capitale est Bordeaux. De 1972 au 31 décembre 2015, elle a appartenu à la région Poitou-Charentes, dont le chef-lieu était Poitiers.

### Canton
Aytré est chef-lieu de canton depuis le 28 février 1985, ce qui en fait le plus récent chef-lieu de canton de ce département.
Le canton d'Aytré qui est situé dans l'arrondissement de La Rochelle regroupe, outre Aytré, deux autres communes, Angoulins et Châtelaillon-Plage. C'est l'un des plus peuplés et des plus urbansisés du département de la Charente-Maritime.

### Intercommunalité
Aytré fait partie, avec 17 autres communes de l'Aunis de la communauté d'agglomération de La Rochelle, créée en 1999.
Auparavant, la ville a  adhéré dès 1964 à la première structure intercommunale de l'agglomération rochelaise dénommée SIVOM de La Rochelle qui était composée de 9 communes (Angoulins, Aytré, Châtelaillon-Plage, L'Houmeau, Lagord, Périgny, Puilboreau, La Rochelle et Saint-Rogatien).

### Budget et fiscalité
La taxe d'habitation prélevée par la commune était en 2006 de 13,05 %, la taxe foncière sur les propriétés bâties était de 29,50 % et la taxe professionnelle de 17,94 %.

### Politique de développement durable
La ville a engagé une politique de développement durable en lançant une démarche d'Agenda 21 en 2006.
La ville d'Aytré ne possède plus de déchèterie.

### Jumelage et coopération
Idée développée au lendemain de la Seconde Guerre mondiale, le jumelage de communes est apparu comme étant un moyen de tisser des liens et d’établir des relations socioculturelles étroites entre les pays après le conflit qui venait de déchirer le monde et l’Europe. Les jumelages concernent aujourd’hui plus de 15 000 collectivités locales européennes, dont 3 800 réparties sur toute la France[réf. nécessaire], et aux traditionnels échanges culturels et d’amitié s'ajoutent des échanges de savoir-faire, des partenariats économiques et des actes de solidarité.
La commune est jumelée avec :
- Mihai Bravu (Roumanie).

## Population et société

### Démographie

#### Évolution démographique
Le 21 mai 1858, la partie nord de la commune d'Aytré (quartiers actuels des Minimes et de Tasdon) est rattachée à La Rochelle.

L'évolution du nombre d'habitants est connue à travers les recensements de la population effectués dans la commune depuis 1793. Pour les communes de moins de 10 000 habitants, une enquête de recensement portant sur toute la population est réalisée tous les cinq ans, les populations de référence des années intermédiaires étant quant à elles estimées par interpolation ou extrapolation. Pour la commune, le premier recensement exhaustif entrant dans le cadre du nouveau dispositif a été réalisé en 2006.

En 2022, la commune comptait 9 759 habitants, en évolution de +12,1 % par rapport à 2016 (Charente-Maritime : +4,04 %, France hors Mayotte : +2,11 %).
| 1793  | 1800 | 1806  | 1821  | 1831  | 1836  | 1841  | 1846  | 1851  |
| ----- | ---- | ----- | ----- | ----- | ----- | ----- | ----- | ----- |
| 1 036 | 758  | 1 038 | 1 185 | 1 320 | 1 390 | 1 453 | 1 451 | 1 463 |

| 1856  | 1861 | 1866 | 1872 | 1876 | 1881 | 1886 | 1891  | 1896  |
| ----- | ---- | ---- | ---- | ---- | ---- | ---- | ----- | ----- |
| 1 466 | 858  | 837  | 766  | 840  | 923  | 913  | 1 019 | 1 102 |

| 1901  | 1906  | 1911  | 1921  | 1926  | 1931  | 1936  | 1946  | 1954  |
| ----- | ----- | ----- | ----- | ----- | ----- | ----- | ----- | ----- |
| 1 099 | 1 149 | 1 333 | 1 436 | 1 645 | 2 157 | 2 067 | 2 335 | 3 021 |

| 1962  | 1968  | 1975  | 1982  | 1990  | 1999  | 2006  | 2011  | 2016  |
| ----- | ----- | ----- | ----- | ----- | ----- | ----- | ----- | ----- |
| 5 302 | 6 197 | 6 812 | 7 278 | 7 786 | 7 725 | 8 687 | 8 970 | 8 706 |

| 2021  | 2022  | - | - | - | - | - | - | - |
| ----- | ----- | - | - | - | - | - | - | - |
| 9 578 | 9 759 | - | - | - | - | - | - | - |

#### Pyramide des âges
En 2018, le taux de personnes d'un âge inférieur à 30 ans s'élève à 32,4 %, soit au-dessus de la moyenne départementale (29 %). À l'inverse, le taux de personnes d'âge supérieur à 60 ans est de 31,7 % la même année, alors qu'il est de 34,9 % au niveau départemental.
En 2018, la commune comptait 4 314 hommes pour 4 891 femmes, soit un taux de 53,13 % de femmes, légèrement supérieur au taux départemental (52,15 %).
Les pyramides des âges de la commune et du département s'établissent comme suit.
| Hommes | Classe d’âge | Femmes |
| ------ | ------------ | ------ |
| 1,1    | 90 ou +      | 2,2    |
| 9,0    | 75-89 ans    | 12,4   |
| 18,6   | 60-74 ans    | 19,8   |
| 17,5   | 45-59 ans    | 18,5   |
| 19,0   | 30-44 ans    | 16,8   |
| 20,9   | 15-29 ans    | 18,2   |
| 13,8   | 0-14 ans     | 12,2   |

| Hommes | Classe d’âge | Femmes |
| ------ | ------------ | ------ |
| 1,1    | 90 ou +      | 2,6    |
| 10,1   | 75-89 ans    | 12,6   |
| 22     | 60-74 ans    | 23,2   |
| 20,1   | 45-59 ans    | 19,7   |
| 16,1   | 30-44 ans    | 15,6   |
| 15,2   | 15-29 ans    | 12,7   |
| 15,4   | 0-14 ans     | 13,6   |

### Enseignement

#### Les écoles
La commune compte trois écoles maternelles et trois écoles élémentaires qui sont réparties en différents quartiers de la ville.

#### Le collège
Aytré est équipé d'un collège public qui relève de l'enseignement général secondaire. Le CLG de l'Atlantique a reçu 417 élèves à la rentrée 2010 qui sont enseignés par 30 professeurs.

#### L'IME Les Réaux
Cet important établissement médico-éducatif reçoit 106 élèves et dispose d'une formation pré-professionnelle (voir plus loin)

### Manifestations culturelles et festivités

#### La foire écologiquePrairialet les marchés de la ville

##### Les deux marchés hebdomadaires
La ville ne dispose pas de halle ou de marché couvert mais elle organise deux marchés hebdomadaires, dits « de plein vent », qui se tiennent dans le centre-bourg dont l'un a lieu sur la place des Grands-Prés chaque vendredi matin de 8 h à 13 h et l'autre est mis en place chaque dimanche matin sur la place de la République de 9 h à 13 h.

##### Une importante foire biologique
La ville organise chaque année une importante foire écologique qui a lieu tous les troisièmes week-ends de juin.
C'est lors de son 30e anniversaire qui a eu lieu les 19 et 20 juin 2004 qu'elle a été baptisée Prairial, dotée d'un slogan « Croquez la nature attitude » et symbolisée par un emblème, le coquelicot.
Ce grand rendez-vous écologique qui se tient dans le parc Jean-Macé est devenu un marché bio regroupant 130 exposants en plein air et se veut un lieu de réflexion sur les grands enjeux de l'écologie et de l'environnement comme de l'agriculture. Outre la dizaine de conférences animées par des professionnels et des spécialistes, de nombreuses animations et une restauration de plein air y sont assurées que couronne un spectacle nocturne depuis l'édition de 2004.
Cette unique foire écologique municipale de France dont la première édition eut lieu en 1973 sous les instances de la mairie d'Aytré est devenue gratuite depuis 2008. Elle draine des milliers de visiteurs chaque année, ils étaient 4 000 lors de l'édition 2011.

### Santé
Malgré sa proximité de La Rochelle, Aytré dispose d'un certain nombre de services dans les secteurs médicaux, paramédicaux et médico-sociaux qui en font une vile banlieue relativement bien équipée dans ce domaine.

#### Les services médicaux
La ville dispose de trois cabinets médicaux, regroupant une dizaine de médecins généralistes auxquels s'ajoute un centre de médecine du travail, relevant de l'APAS (Action Pour l'Action Sociale).
Quatre cabinets en soins dentaires sont implantés dans la ville.
Aytré ne dispose d'aucuns médecins spécialistes, les habitants vont habituellement consulter ceux situés dans la ville voisine de La Rochelle.
De même, la ville n'est pas équipée d'un centre de radiologie médicale ou IRM, elle dépend de La Rochelle pour ce type de prestation.
L’hôpital général le plus proche est le centre hospitalier de La Rochelle, offrant une palette fort étendue de soins et qui est en fait le plus grand établissement hospitalier de la Charente-Maritime.

#### Services paramédicaux
Dans ce domaine, Aytré possède une gamme plus élargie de prestations. Ainsi, la ville dispose-t-elle d'un laboratoire d'analyses médicales, de six centres en soins infirmiers, de deux cabinets de kinésithérapie dont un centre de rééducation fonctionnelle, de deux cabinets de pédicure-podologue ainsi que de deux cabinets d'orthophonistes et d'un ostéopathe.
À cela s'ajoutent trois pharmacies, dont une avec service en orthopédie générale, un audioprothésiste et un opticien-lunettier. De plus, un laboratoire de prothèses dentaires y est en activité.
Certes, Aytré ne dispose pas d'un service d’ambulanciers, celui-ci est situé à Châtelaillon-Plage et assure des interventions qui s'étendent sur tout le canton d'Aytré.
Aytré n'est pas non plus équipée d'un centre de secours, la ville dépend du Centre de secours principal de La Rochelle.
Par ailleurs, une clinique vétérinaire y est en activité et intervient en partie sur les communes voisines du canton de La Jarrie.

#### Services médico-sociaux

##### Les résidences de retraite
La ville possède trois maisons de retraite qui sont toutes des résidences privées.
Parmi celles-ci se trouve la Maison de retraite La Capeline qui est davantage une structure médicalisée pour personnes âgées.
Les deux autres maisons de retraite sont davantage des résidences de retraite qui sont toutes situées en centre-ville. La résidence La Rose d'Or d'Aytré est un établissement non médicalisé pour personnes retraitées valides équipé de studios et d'appartements tandis que la résidence Les Tamaris est une structure de type EHPAD.

##### L'IME Les Réaux
Un important institut médico-éducatif pour adolescents y est implanté dans la ville depuis 1973. L’IME Les Réaux reçoit 106 jeunes déficients intellectuels de 12 à 20 ans et dispose d’un plateau technique permettant d’assurer une initiation pré-professionnelle dans le cadre d’un atelier d’éducation manuelle et technique.

### Sports

#### Équipements sportifs
La ville dispose d'un certain nombre d'équipements sportifs qui sont répartis dans différents endroits du centre et des quartiers périphériques et sont tous des réalisations contemporaines datant du dernier quart du XXe siècle.
Aux portes du centre-ville, dans le quartier Pierre-Loti, se trouvent à proximité du collège un gymnase et un stade omnisports construits en 1978, et un dojo ou salle d'arts martiaux, inauguré en 1995, puis agrandi en 2011. La ville dispose d'un actif club d'haltérophilie qui passe pour être le premier de toute la région Poitou-Charentes autant pour le nombre des licenciés que pour les trophées remportés.
Au nord de la ville, dans le domaine de la Moulinette, un centre équestre est en activité.
Le stade de rugby est implanté dans la zone d'activités de Belle-Aire Sud, à l'est de la ville, et est équipé d'une école de rugby où le club sportif de la ville fête ses trente ans d'existence en 2012.
Dans le quartier moderne du Fief des Galères, un complexe sportif avec stades de football (stades d'honneur et d’entraînement) a été édifié ainsi que des terrains de tennis.
Enfin, en limite de La Rochelle, dans le quartier de Bongraine, Aytré reçoit les installations d'un gymnase universitaire dépendant de l'université de La Rochelle.
Un projet de base nautique en bordure de la baie de Godechaud, du côté de la zone ostréicole, est à l'étude dans « le cadre d'un projet de réaménagement du littoral aytrésien en aire nautique et sportive ». Dans l'attente de la réalisation de ce projet, la plage d'Aytré sert de base d'entraînement et de loisirs pour les véliplanchistes et les surfeurs.

#### Manifestations sportives
Chaque année a lieu le semi-marathon d'Alstom qui est une manifestation sportive locale reconnue qui dépasse maintenant les limites de la seule agglomération rochelaise. Le dimanche 3 juin 2012 était la 27e édition qui avait comme innovations d'avoir eu lieu un dimanche matin - plutôt qu'un samedi après-midi - et d'être parcourue pendant 1,5 km sur le sable de la plage d'Aytré sur un parcours total de 7 km. Cette 27e épreuve d’athlétisme, organisée par l'Association des coureurs de fond d'Alstom, a rassemblé près d'un demi-millier de participants.
Le quart de finale du championnat de France de force athlétique s'est déroulé à Aytré en février 2003.

### Médias

#### Presse écrite
L'actualité de la ville d'Aytré est couverte par le quotidien régional Sud Ouest, qui dispose d'une agence de presse à La Rochelle, et par le journal d'informations hebdomadaires L'Hebdo de la Charente-Maritime dont le siège est à Surgères.

#### Télévision
La ville est desservie par l'émetteur de La Rochelle- ZUP de Mireuil (en réception analogique et en numérique terrestre, TNT). La diffusion numérique de cet émetteur a été activée en octobre 2006, afin de pallier les déficiences de l'émetteur de Niort-Maisonneuve (altération ponctuelle du signal décelée dans certaines zones de la Charente-Maritime). Les programmes télévisés des chaînes nationales y sont diffusés, y compris l'antenne locale de France 3 Nouvelle-Aquitaine (France 3 Poitou-Charentes) et son décrochage France 3 Atlantique.

#### Cyberlocal
Appartenant à la communauté d'agglomération de La Rochelle, Aytré bénéficie de la connexion à l'ADSL, mis en place par France Télécom, depuis novembre 2000.
Ainsi, depuis la mi-novembre 2000, Aytré fait partie des neuf premières communes de l'agglomération rochelaise à être équipée d'un Cyberlocal. Cet espace d'accès multimédia permet aux visiteurs, aidés par des animateurs, d'accéder gratuitement aux NTIC qui donnent accès à Internet, au courrier électronique, à la messagerie instantanée…

## Économie
La commune compte 72 entreprises dans l’industrie et 66 dans le BTP. Il s'y trouve également 121 commerces et 90 services. Le secteur agricole est présent avec trois exploitations agricoles et 22 conchylicoles.

### Industrie
Aytré comptait, en 1999, 4 744 emplois dans plus de 400 entreprises industrielles, soit une augmentation de 31 % en neuf ans.
Les entreprises sont implantées pour la plupart dans les deux zones industrielles et artisanales : celle des Cottes-Mailles au nord de la ville et celle de Belle-Aire à l'est.
Alstom à Aytré fabrique du matériel ferroviaire et notamment des remorques de TGV, des métros, des autorails thermiques TER X 72500 -  73500, des tramways (dont le Citadis) pour le monde entier. (Mexico, Athènes, Le Caire, mais aussi Nantes, Grenoble, Lyon, Bordeaux…) L'usine emploie 1 200 salariés : c'est le plus important établissement industriel de la Charente-Maritime. L'entreprise induit de nombreux autres emplois chez ses sous-traitants locaux, dans les domaines de la plasturgie, de l'usinage, de la mécano-soudure et du câblage électrique.
Le secteur agro-alimentaire est également présent avec l'usine Senoble qui abrite le pôle recherche des desserts et entremets du groupe. L'entreprise emploie 300 personnes sur ce site. Elle est issue d'une laiterie fondée en 1943, puis modernisée en 1951.

### Agriculture
Quelques ostréiculteurs sont présents sur le littoral.

### Tourisme

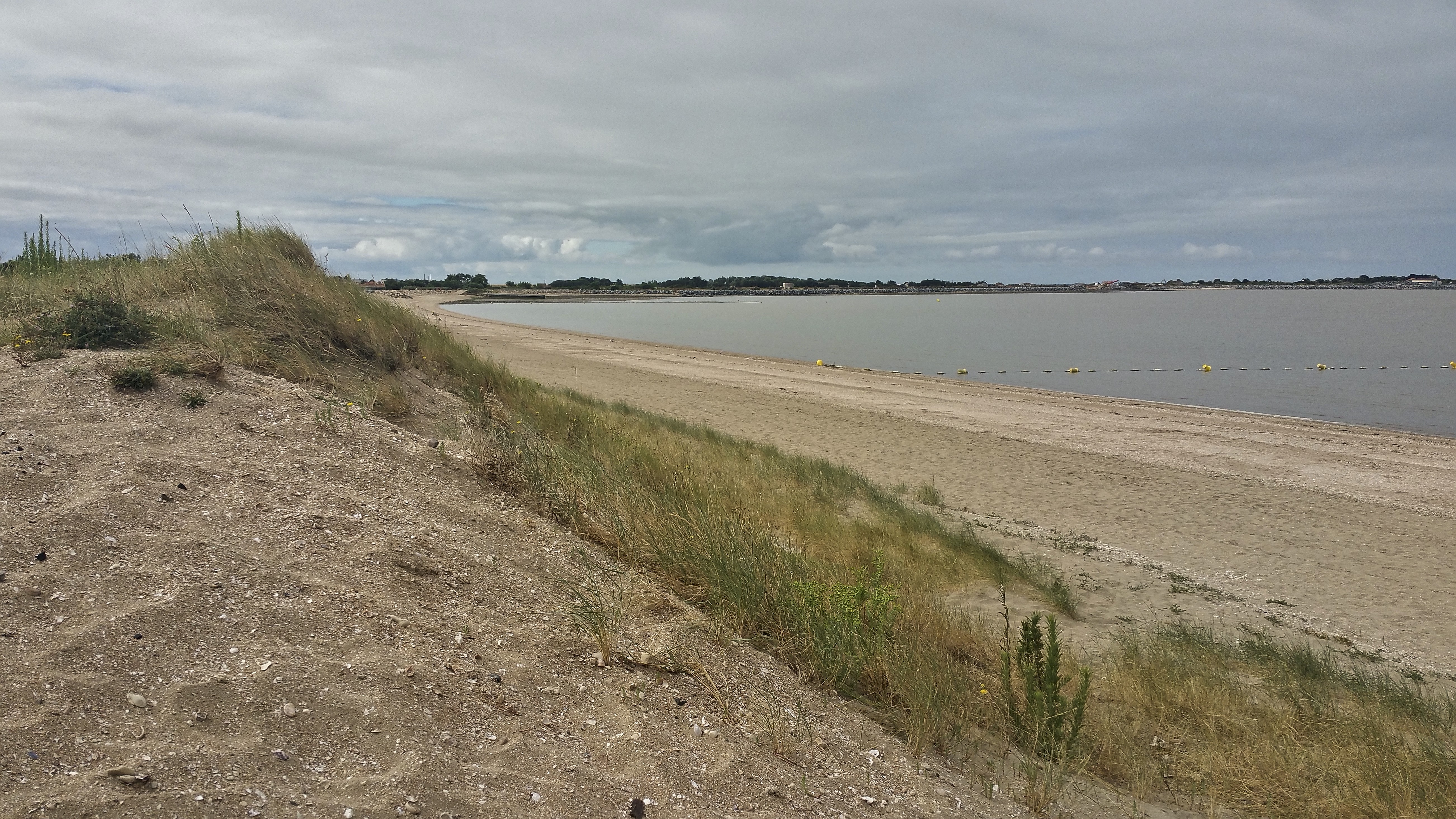
La plage et la dune d'Aytré.

Activité longtemps délaissée par la ville au profit de l'industrie, le tourisme est en passe de se développer grâce aux 3,5 kilomètres de plages de sable que propose le littoral aytrésien. La plage, encore relativement peu fréquentée et formant une anse peu profonde, est très prisée des surfeurs. La plage avait été délaissée de par son relatif éloignement du centre-bourg historique et de par son enclavement (la voie ferrée La Rochelle-Bordeaux la longeant et la coupant de la ville).

### Taux de chômage
Le chômage représentait 11,6 % des actifs en 2006 (la moyenne régionale étant de 10,7 % pour Poitou-Charentes).

## Culture locale et patrimoine

### Lieux et monuments

#### Patrimoine religieux
L'église Saint-Étienne d'Aytré date du Xe siècle mais elle a subi de nombreuses transformations, notamment dans le courant du XIXe siècle où l'édifice subit de profonds remaniements avec l'aspect actuel d'une église néo-gothique. En 1850, l'église est surélevée pour revoûter la nef et le clocher est construit pour être achevé en 1853.

#### Patrimoine civil

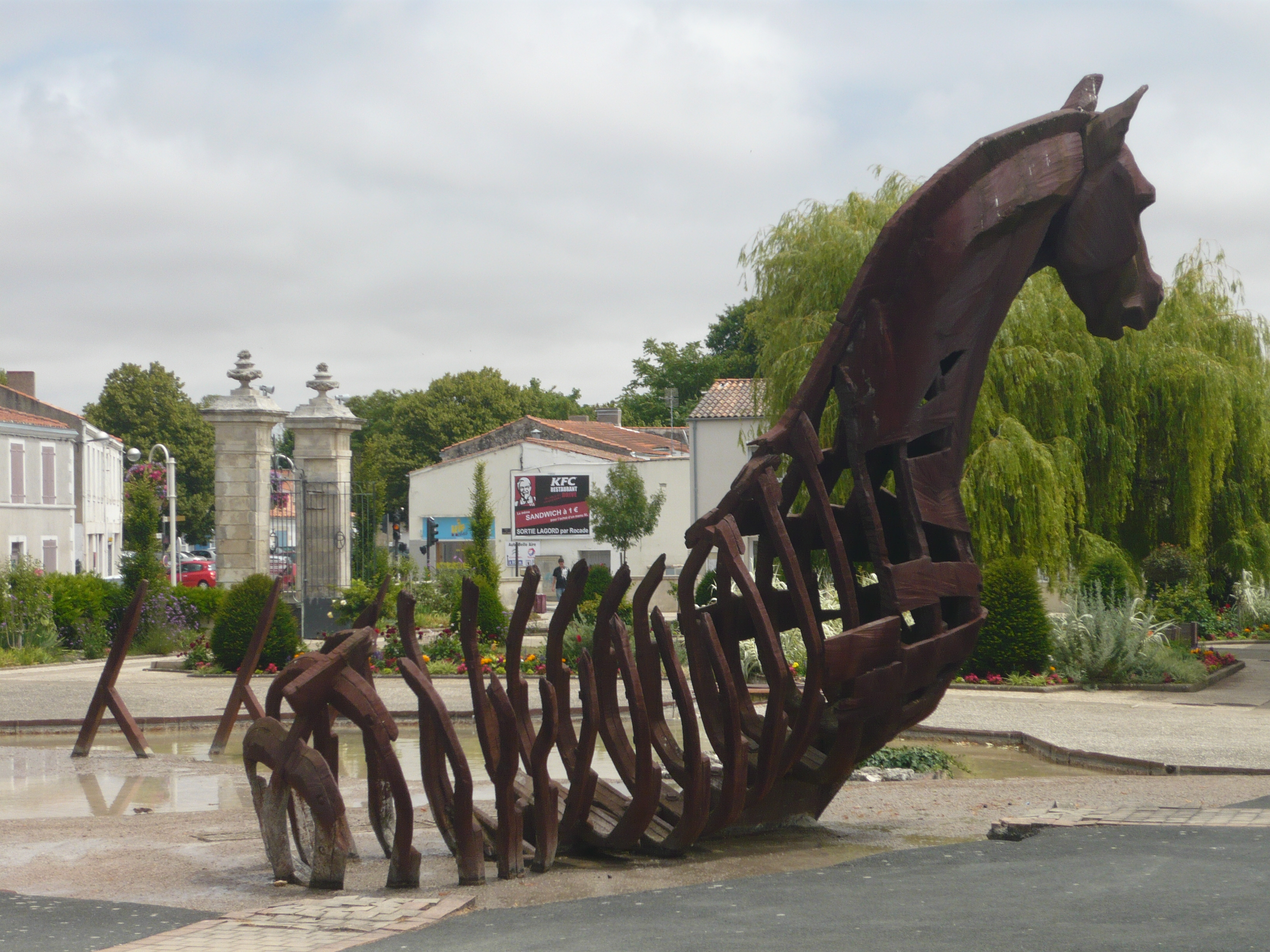
Le Cheval-Navire de Christian Renonciat est devenu l'emblème de la ville.

Le Cheval-Navire, plus communément appelé le Cheval d'Aytré, est une sculpture de Christian Renonciat. Cette œuvre monumentale en fonte de 20 tonnes est posée au centre d'un bassin en cascades. Pour sa conception, cet artiste s'est inspiré des drakkars des Vikings qui fréquentaient au bas Moyen Âge la baie d'Aytré tandis que les pieux sont une réminiscence de la digue de Richelieu lors du siège de La Rochelle de 1627/1628. Cette remarquable œuvre d'art a été inaugurée en 1989 sur la place des Charmilles, face à l'hôtel de ville d'Aytré. Cette belle place arborée a été réaménagée lors de la réception de cette sculpture originale qui est depuis devenue l'emblème de la ville.
La mairie d'Aytré est un édifice du XVIIIe siècle qui est une reconstruction d'un bâtiment érigé pendant le siège de La Rochelle et qui avait servi de cantonnement à l’état-major des armées du roi Louis XIII. Il a conservé de cette première construction la porte d'entrée principale de la mairie.
La tour d'entrée de l'ancien château des Réaux, construite au XVIe siècle, est l'unique vestige d'un domaine racheté par le conseil général en 1974 qui abrite un important centre médico-éducatif. Il avait servi de demeure au roi Louis XIII pendant le Grand Siège.
Le château de Bongraine, reconstruit en 1863, est une demeure privée caractérisée par un corps de logis central en pierres de taille flanqué à chaque extrémité de tours rondes à toits coniques en ardoise. Il s'agissait d'une ancienne forteresse dont il reste quelques mâchicoulis. Cet ancien château qui servait de sentinelle face à La Rochelle avait reçu, quatre ans après la reddition de la cité protestante, Anne d'Autriche, épouse de Louis XIII, le 20 septembre 1632.
L'ancienne mairie et les écoles forment un ensemble immobilier à l'architecture typique de la Troisième République datant de 1896 et peuvent être observées rue Pasteur.

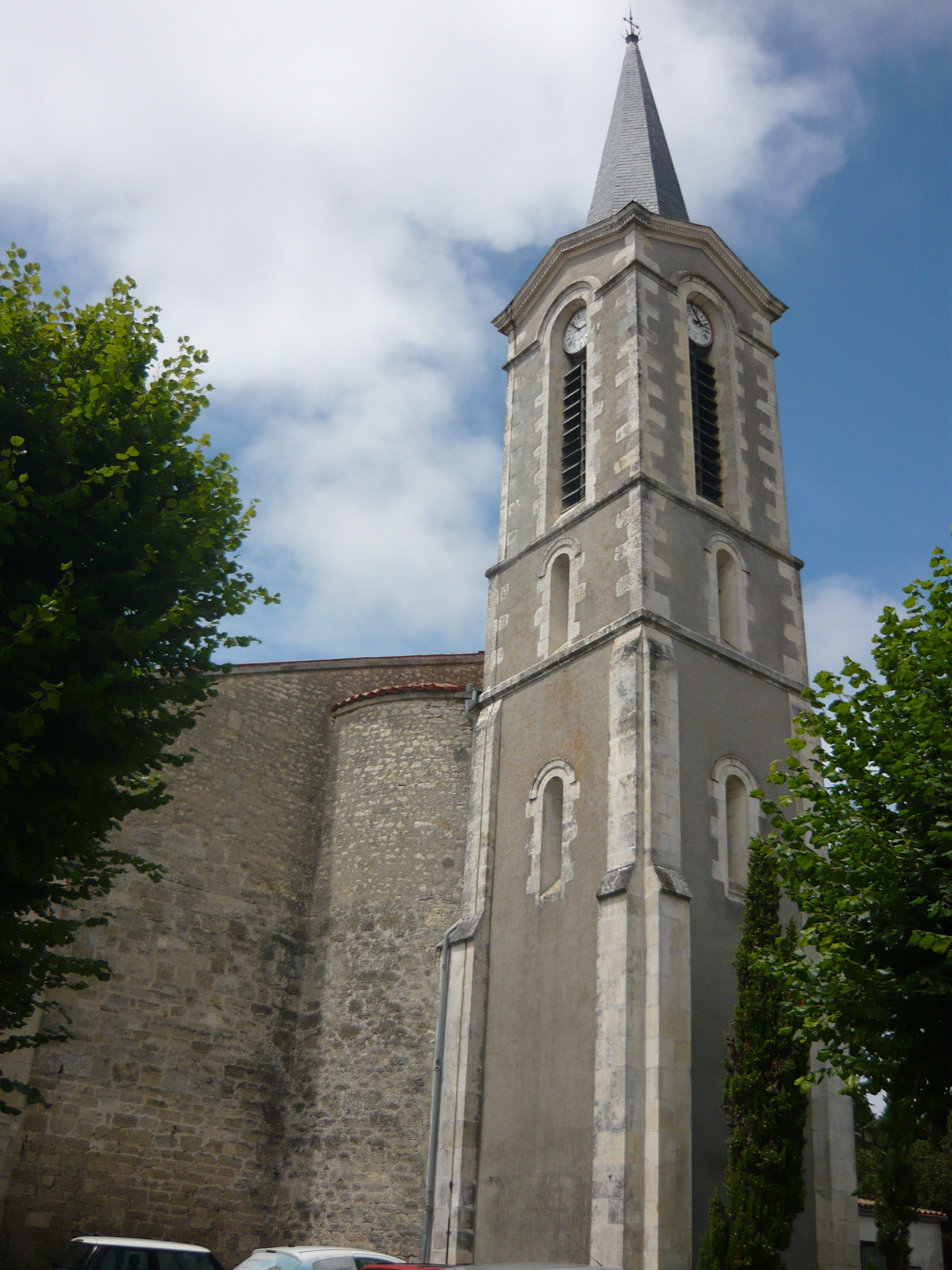
L'église néo-gothique d'Aytré.
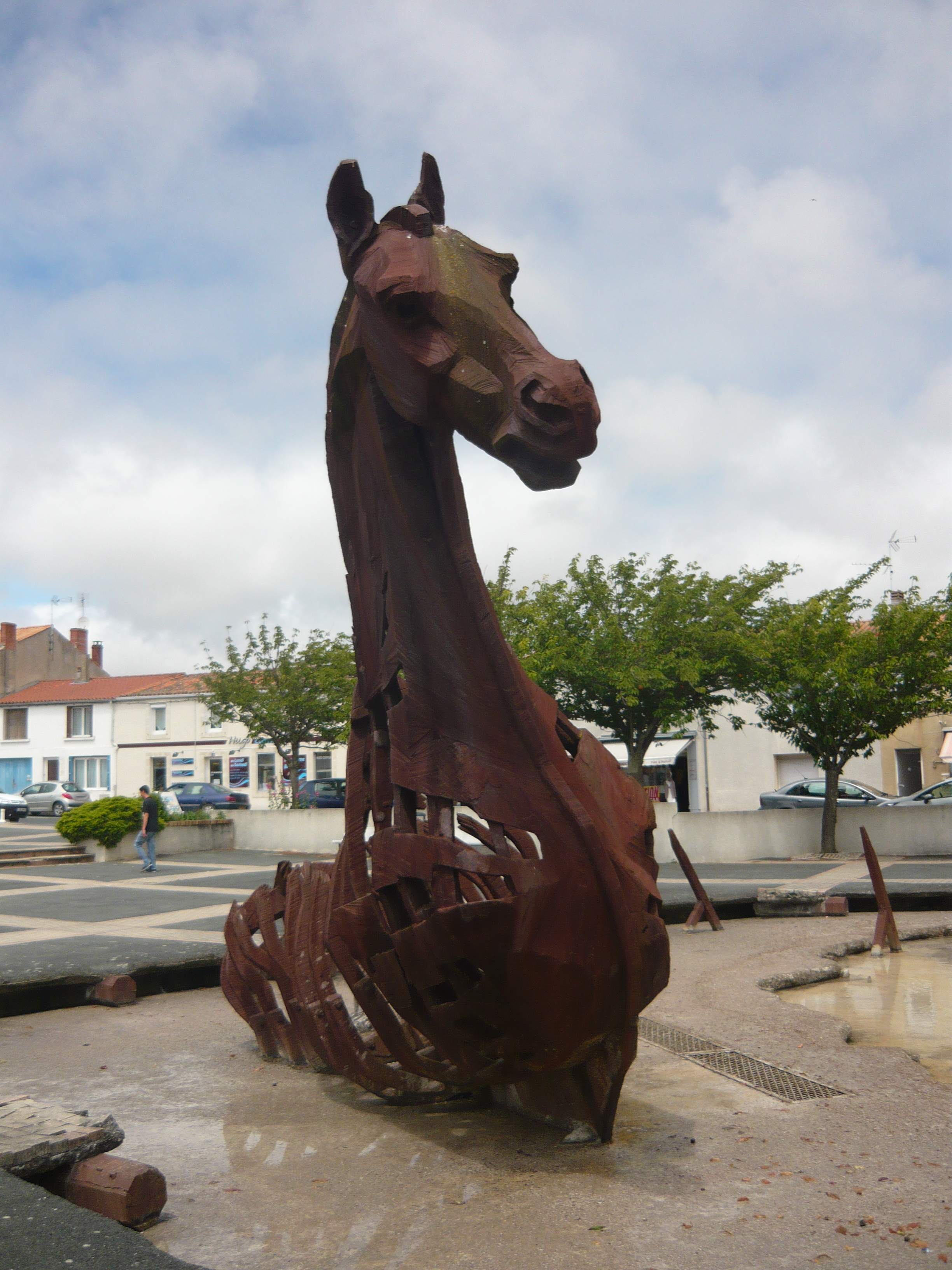
Le Cheval d'Aytré.
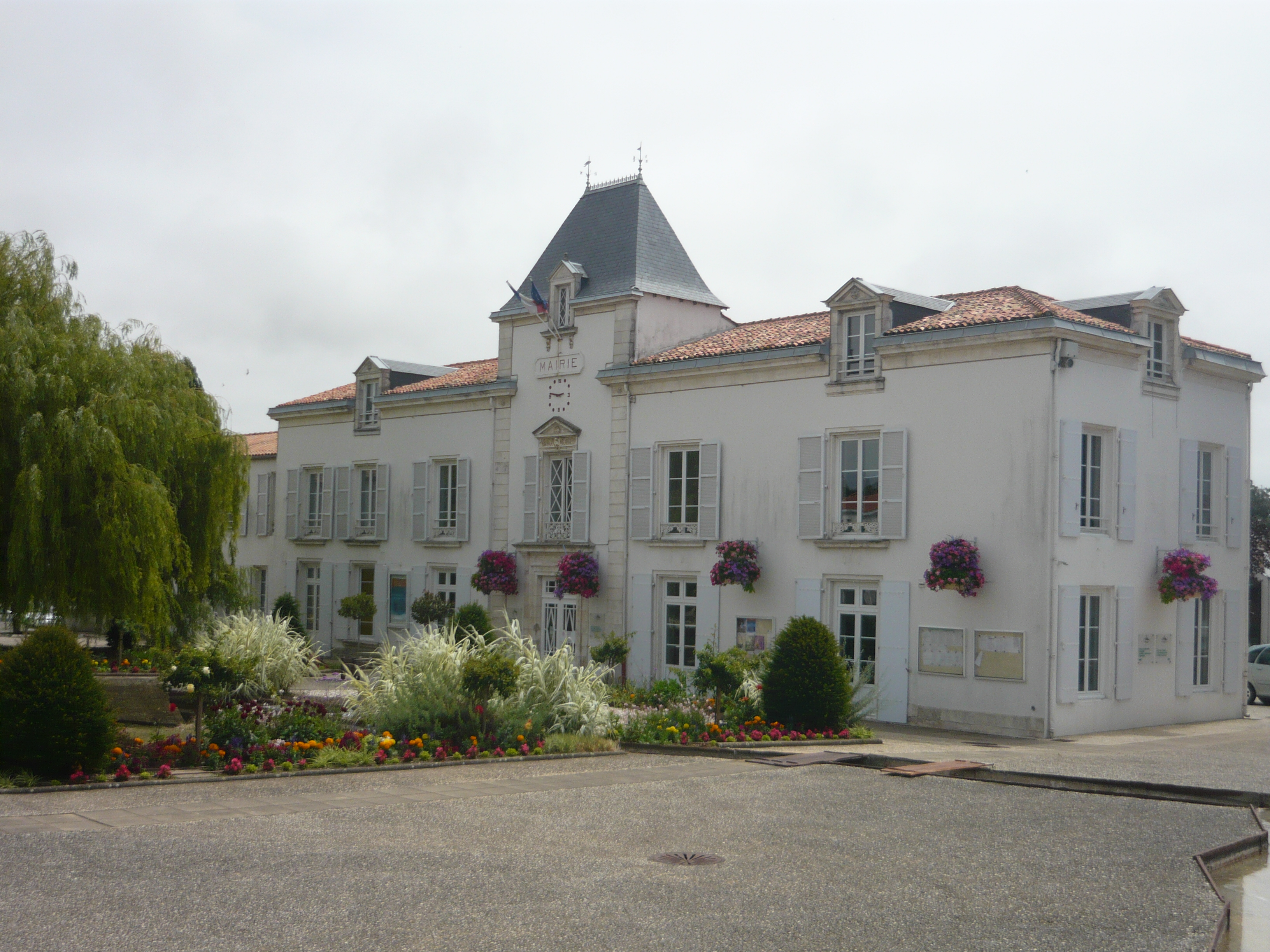
La mairie d'Aytré et le parc des Charmilles.

### Patrimoine naturel

#### Site des marais
La ville, de par son site géographique où elle est enserrée au nord et au sud par des zones de marais, dispose d'une réserve naturelle volontaire (site du Marais Doux au sud de la commune et limitrophe des marais d'Angoulins) et d'un relais-nature avec le site de la Moulinette au nord de la ville ; ce dernier s'inscrit dans le marais de Tasdon-la Moulinette vaste de 40 hectares et qui fait l'objet d'un aménagement.

#### Parcs et squares urbains
Aytré dispose de plusieurs parcs urbains agréablement arborés dans le centre de la ville dont le plus grand est le parc Jean-Macé, attenant à la médiathèque et à l’École de danse et de musique, agrémenté du Jardin Maritime.
Le Jardin Maritime succède au parc des Tilleuls détruit par la tempête Martin du 27 décembre 1999. Totalement réaménagé, il a nécessité la plantation de 2 500 arbres et arbustes adaptés au climat océanique dans un espace de 3 000 m2 entièrement engazonné et sillonné par 1 400 mètres d'allées. En 2004, le parc a été clôturé avec fixation de portails d'entrée, et pourvu d'un éclairage public et de mobilier urbain.
Le petit square du 19 mars 1962, à côté de l'église, offre un lieu de détente tout en étant un centre de commémoration.

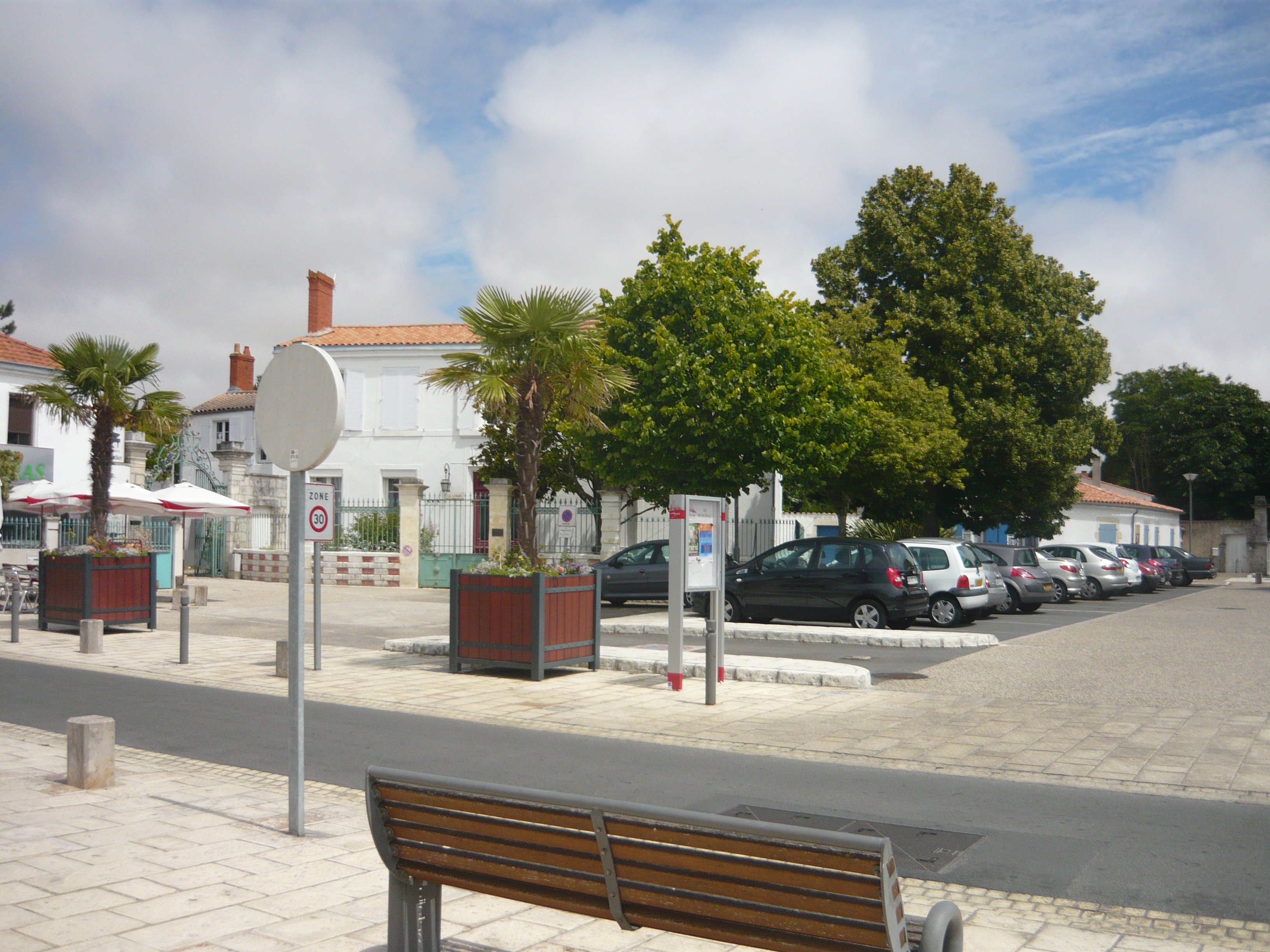
La place de la République, avec au fond, le petit square de la Résistance.

La place des Charmilles, qui est celle de la mairie et de la sculpture du Cheval d'Aytré, est également arborée et un lieu de promenade tandis que la place minérale de la République - qui sert le plus souvent de parking - est prolongée par un petit square arboré, le square de la Résistance.
Dans le quartier Pierre Loti, nom qui remplace le quartier de la Petite-Couture, deux parcs s'intercalent entre les grands ensembles résidentiels, l'un le parc municipal ou parc Pierre-Loti, agrémenté d'une fontaine-fresque, œuvre de Christian Renonciat établie en 1991, et l'autre le beau parc des Cèdres, plus étendu que le premier et plus arboré.

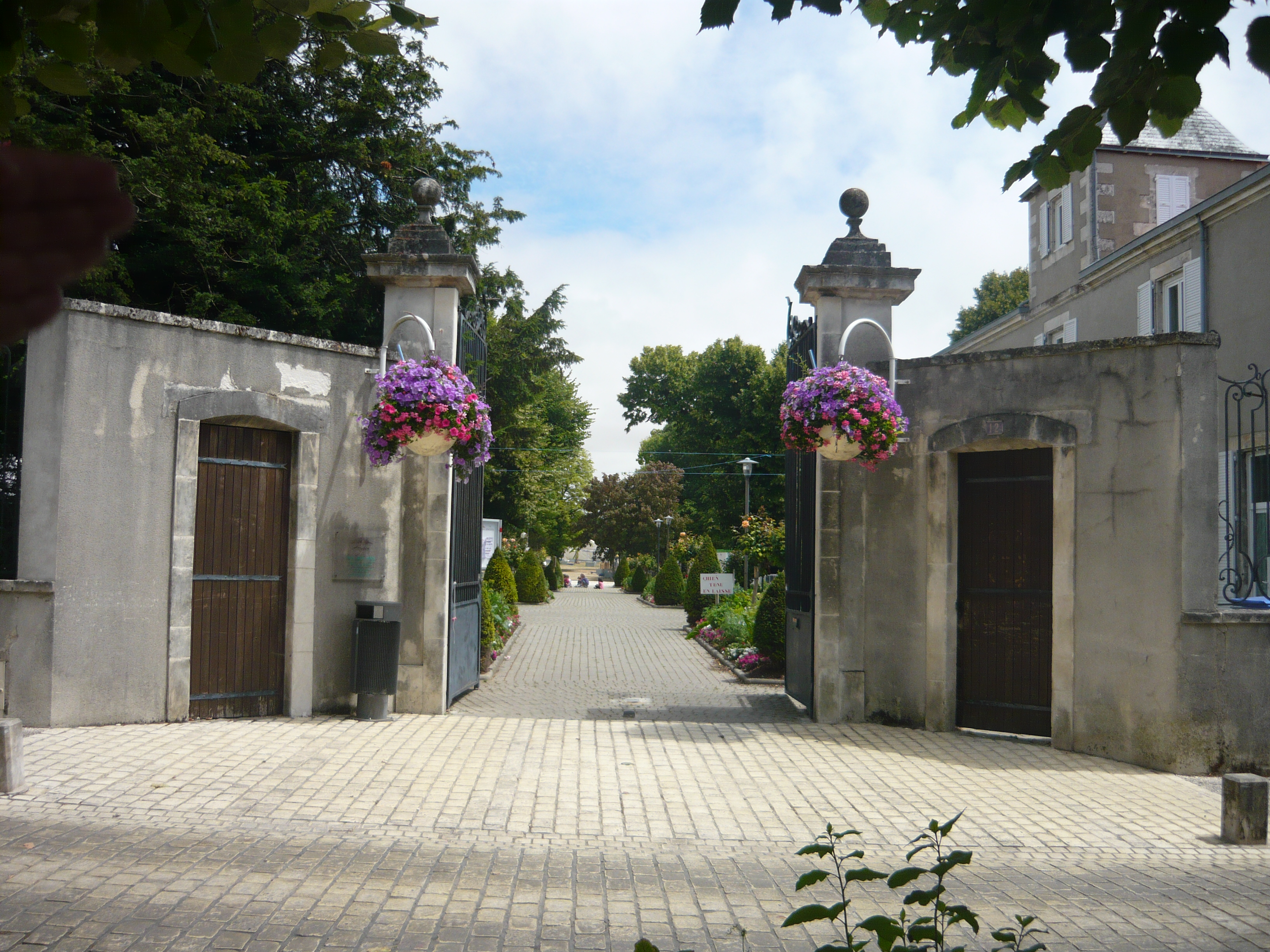
Entrée principale du parc Jean-Macé à Aytré donnant sur la médiathèque.
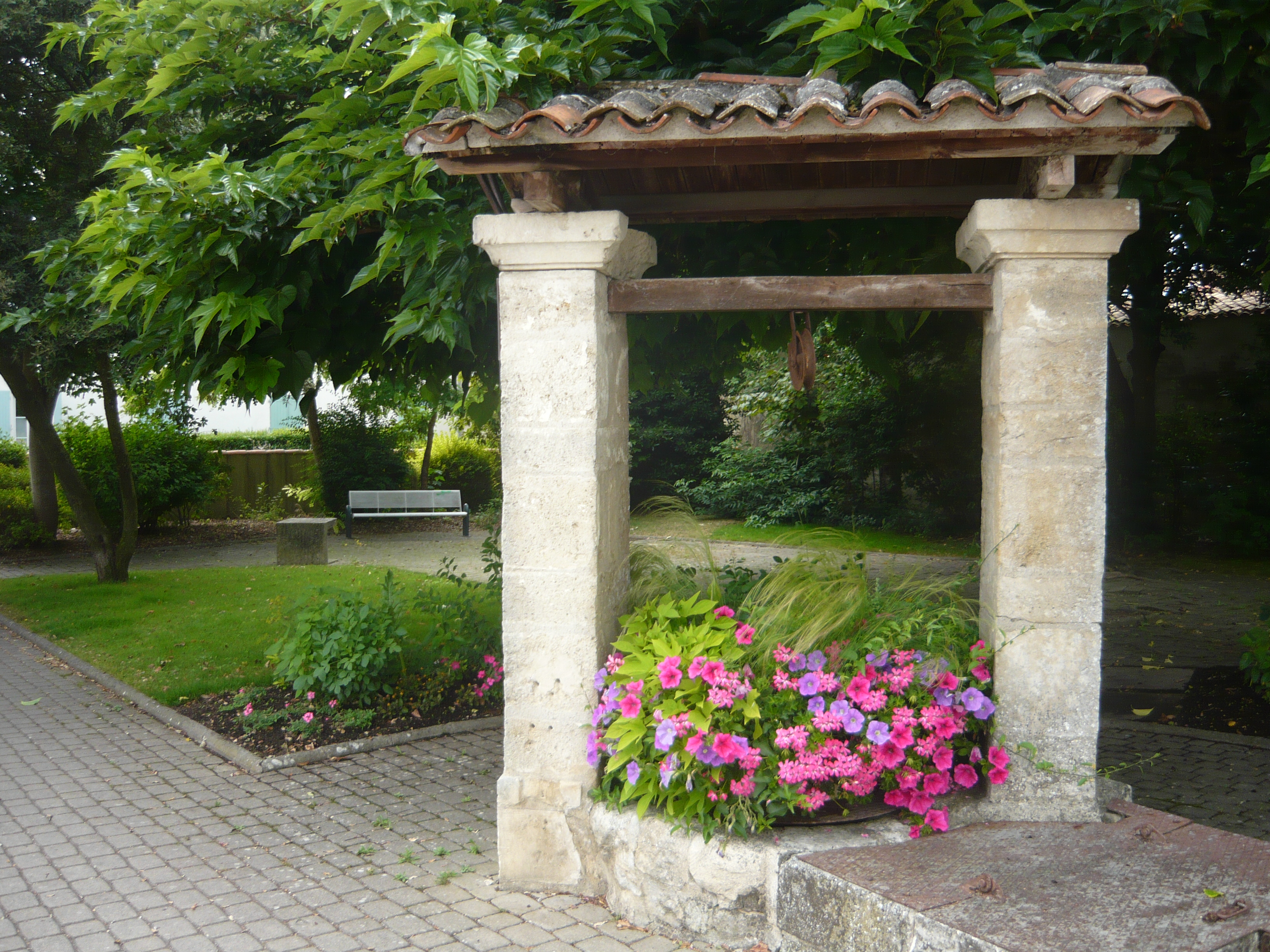
Le petit square du 19-Mars-1962 près de l'église.

#### Lieux d'agrément de la ville
Le lac qui s'étend au sud du quartier Pierre Loti et le long du chemin des Galiotes, arboré de frênes et de tamaris, dans le tout nouveau quartier urbanisé des Galiotes offre un joli site de promenade pour la ville.
Près de ce lac, l'anse de Godechaud est également un lieu de promenade pour les Aytrésiens comme pour les touristes avec sa plage de sable qui s'étire sur 3,5 km.
Au nord de la ville, dans la partie d'un marais aménagé partagé avec le quartier de Tasdon à La Rochelle et s'étendant sur 40 hectares, se trouve le domaine de la Moulinette, connu aussi sous le nom de Relais-nature de la Moulinette. Il tire son nom du petit ruisseau qui rejoint le canal de Rompsay à Périgny. C'est un centre de loisirs avec son centre équestre et sa ferme pédagogique, où cette dernière est fréquentée principalement par les scolaires.
Tout le long du littoral de la commune, un cheminement pour piétons et pour cyclistes, dénommé Chemin littoral, permet de découvrir la pointe de Roux et l'anse de Godechaud avec sa longue plage de sable fin aménagée.
La ville participe à la mise en place d'un itinéraire cyclable littoral, la Vélodyssée, devant relier Roscoff à Hendaye. Ce projet s'inscrit dans le Schéma national et régional des véloroutes et voies vertes. La véloroute passera par la rue de la Plage et longera le lac et la plage de Roux.

### Équipements culturels

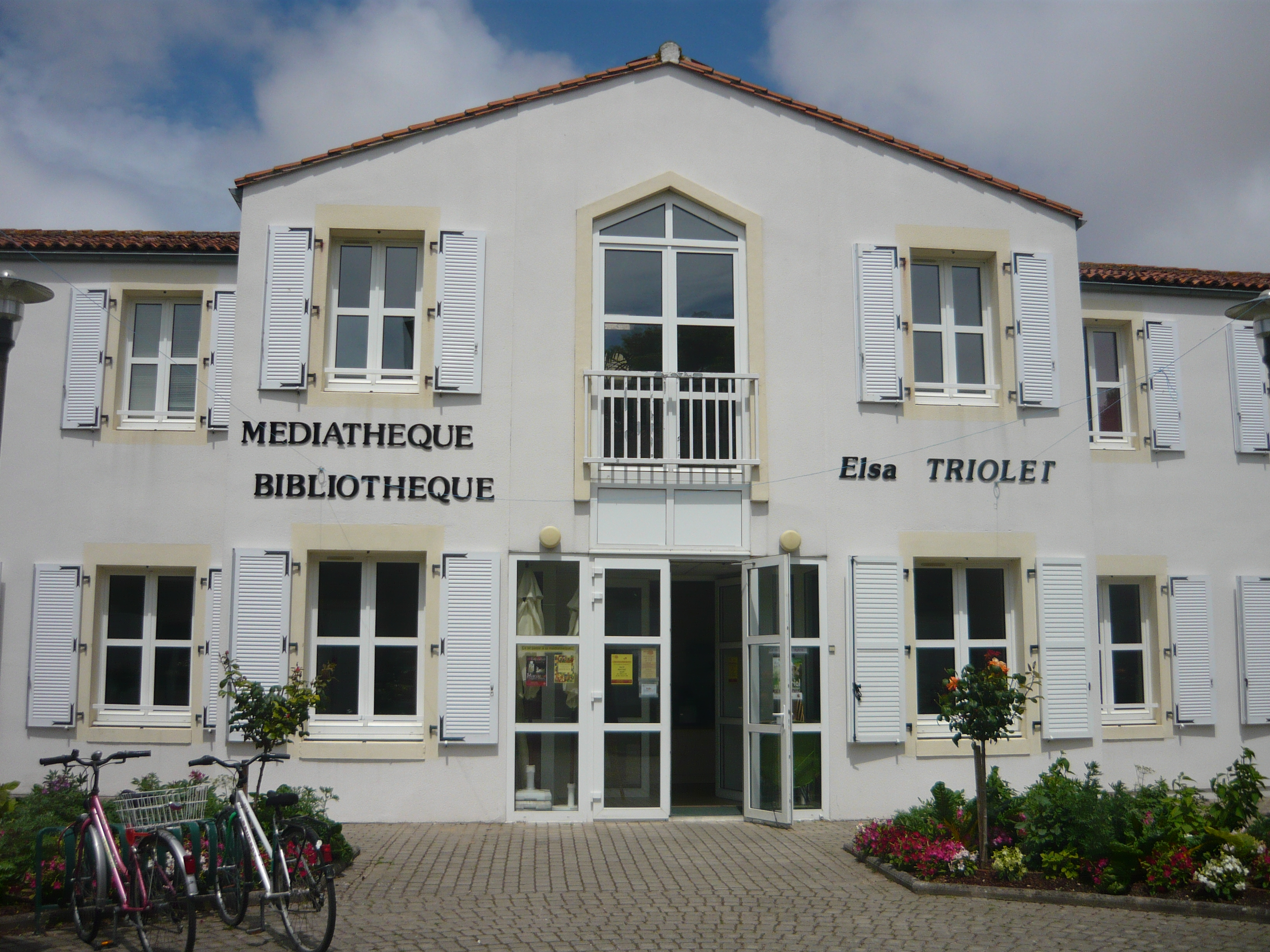
La médiathèque-bibliothèque d'Aytré.

La commune possède une salle de spectacle (maison Georges-Brassens).
La ville a fait aménager une importante médiathèque en centre-ville. La médiathèque Elsa-Triolet se situe à l'entrée du vaste parc Jean-Macé. Elle est en synergie avec la médiathèque de La Rochelle qui est la « tête de pont » d'un réseau informatisé des 14 bibliothèques de la communauté d'agglomération de La Rochelle
Aytré possède une école municipale de musique et de danse (ÉMD) qui fait partie du réseau des écoles de musique la communauté d'agglomération de La Rochelle sous l'égide de l’École nationale de musique et de danse de La Rochelle, plus connue sous le nom de « Conservatoire de La Rochelle ».
La commune dispose également d'un centre de loisirs.

### Personnalités liées à la commune

#### XVIIesiècle
- Louis XIII a séjourné à Aytré pendant le siège de La Rochelle.
- Anne d'Autriche a séjourné au château de Bongraine le 20 septembre 1632.

#### XIXesiècle
- Jean-Louis Admyrauld (1760-1835), propriétaire du château de Varaize au nord-est de la ville, préfet de la Charente-Inférieure, quatre fois député et qui défendit en 1814 La Rochelle comme chef-lieu du département au détriment de Saintes[116].
- Pierre Hugon (1824-1901), ingénieur civil français, y est né.
- Sadi Carnot, président de la République, a assisté le 20 août 1890 aux courses hippiques qui se pratiquaient sur l'hippodrome de Bongraine[47].

#### XXesiècle
- Christian Renonciat (1947) est le célèbre auteur du Cheval-Navire de 1989, sculpture plus connue sous le Cheval d'Aytré qui est devenu l'emblème de la ville. En 1991, il est de nouveau sollicité pour la création d'un parc en hommage à Pierre Loti autour d'une fontaine-fresque.
- L’essayiste franco-canadien Alban Berson a été élève à l'école maternelle et primaire La Petite Couture puis au collège d’Aytré de 1979 à 1992.

#### XXIesiècle
- Eugène Martin, pilote automobile français (formule 1), est décédé à Aytré le 12 octobre 2006.

### Héraldique
| Blason | Blasonnement : De gueules à une roue dentée d'argent percée du champ, soutenue d'une champagne fascée-ondée d'argent et d'azur, chargée d'un soleil rayonnant d'or issant de la pointe, au chef cousu d'azur à trois demi-vols d'or. |

| Blason | Blasonnement : Commentaires : L'écu timbré d'une couronne murale d'or. |

## Pour approfondir

#### Livres consacrés à la ville
- Ouvrages de référence
- Se souvenir d'Aytré 2006, 125 pages Jean Guillard Geste éditions  (ISBN 2-84561-299-0)/Lup 471)

L'auteur, journaliste, natif d'Aytré, a ajouté à ses quelques souvenirs de jeunesse les différentes étapes qui ont conduit "Aitriacus" à devenir la ville qu'elle est aujourd'hui.
- Aytré, Maury Imprimeur, 1996, 192 pages.  (ISBN 2-9510454-0-9)

Il s'agit d'un livre consacré à la ville, fruit d'un travail collectif mené par la municipalité d'Aytré, tiré à 2 500 exemplaires.
- Ouvrages généraux
  - Louis-Étienne Arcère, L'Aulnis, La Rochelle, ses bourgs et ses isles, éditions Hespérides, Corler Numérique, Condé-sur-Noireau, 2011, (courte monographie sur Aytré établie en 1756, p. 99/102), 247 pages.  (ISBN 9782953506556)
  - Jean-Marie Cassagne et Mariola Korsak, Origine des noms des villes et villages de la Charente-Maritime, éditions Bordessoules, Saint-Jean-d'Angély, 2002, (explication du toponyme de la ville, p. 23/24), 348 pages.  (ISBN 2-913471-65-X)
  - Jean COMBES et Jacques DAURY (ouvrage collectif sous la direction de), Guides des départements : la Charente-Maritime, éditions du Terroir, 1985 (Très courte monographie sur Aytré p. 60/61), 360 pages. (OCLC 13092984)
  - Jean-Luc Flohic, Le Patrimoine des communes de la Charente-Maritime (ouvrage collectif), collection Le patrimoine des communes, Flohic éditions, 2002 (monographie sur Aytré, tome 1, p. 158/160).
  - M.A. Gautier, Le Dictionnaire des communes de Charente-Maritime, Les Chemins de la Mémoire éditeur, Saintes, (Petite monographie sur Aytré établie en 1839, p. 9/10), 248 pages.  (ISBN 2-84702-107-8)
  - Yves Le Dret, Le Train en Poitou Charentes, Les Chemins de la Mémoire éditeur, Saintes, tome 2 : Le Chemin de fer de l’État en Poitou-Charentes (article consacré au dépôt ferroviaire de Bongraine p. 90/92), 112 pages.  (ISBN 2-84702-116-7)
  - Jacques Pinard, Les Industries du Poitou et des Charentes, SFIL & Imprimerie Marc Texier, Poitiers, 1972 (très courte monographie sur la ville p. 460/461), 516 pages (thèse universitaire).

#### Articles sur la ville dans la presse et les magazines
- Contacts, le magazine d'Aytré ; publication municipale bimensuelle.
- Point commun, magazine de la communauté d'agglomération de La Rochelle ; magazine trimestriel de l'agglomération rochelaise consacrant régulièrement des articles sur la ville.
- Sud-Ouest, quotidien régional dont l'agence de presse de La Rochelle couvre l'actualité de la ville.